# Algarve
Vous lisez un « bon article » labellisé en 2012.
Pour les articles homonymes, voir Algarve (homonymie).
L'Algarve (prononcé en français : [alɡaʁv] ; portugais : [aɫˈɡaɾvɨ], de l'arabe : الغرب al-gharb, « l'ouest ») est une région administrative du Portugal depuis 1910 située au sud du pays. La ville de Faro en est la capitale administrative ; ses habitants sont appelés Algarviens. Il s'agit d'une des régions touristiques estivales les plus importantes du Portugal et d'Europe, grâce à ses plages et son patrimoine historique.
Située à l'extrême sud-ouest de l'Europe, bordée au sud et à l'ouest par l'océan Atlantique, l'Algarve partage sa frontière à l'est avec l'Andalousie espagnole dont elle est séparée par le fleuve Guadiana ; au nord, elle avoisine la région de l'Alentejo. La région regroupe seize municipalités et intègre le district de Faro. Avec sa superficie de 4 988,56 km2, l'Algarve est la plus petite des régions créées par la Comissão de Coordenação e Desenvolvimento Regional, « Commission de Coordination et du Développement Régional », (CCDR) du Portugal.
Le produit intérieur brut (PIB) s'élève à 6 951 millions d'euros, soit un PIB par habitant de 16 231 €. Le secteur économique majoritaire est le secteur tertiaire grâce aux revenus du tourisme ; le secteur primaire représente 4,6 %, le secteur secondaire 11,9 % et le tertiaire 83,5 % de l'économie de la région.

## Géographie

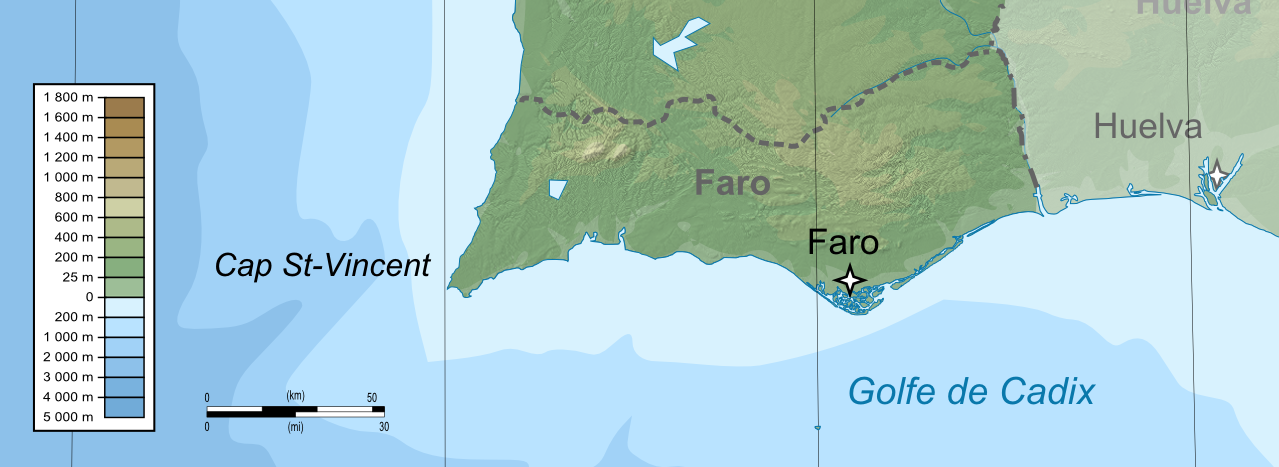
Carte topographique de l'Algarve

L'Algarve constitue une sous-région statistique homonyme et correspond totalement à l'ancienne province du même nom et au district de Faro. Sa superficie est de 4 960 km2, sa population en 2007 est de 426 386 habitants.
La région est délimitée au nord par la région portugaise de l'Alentejo (sous-régions de l'Alentejo littoral et du Baixo Alentejo), au sud et à l'ouest par l'océan Atlantique et à l'est par le fleuve Guadiana qui la sépare de la région espagnole de l'Andalousie et marque ainsi la frontière avec l'Espagne.
Le point culminant de la région est le Pico da Foia, 902 mètres, dans la Serra de Monchique,.
La région est divisée en deux zones, une partie occidentale appelée Barlavento et une partie orientale appelée Sotavento. Chacune de ces deux zones comprend huit municipalités dont une municipalité principale : Faro pour la zone du Sotavento et Portimão pour celle du Barlavento.
La côte maritime de l'Algarve est d'environ 155 kilomètres de longueur, dont 50 depuis l'extrémité du cap Saint-Vincent, le point le plus au sud-ouest de l'Europe. La côte est caractérisée par ses grottes ouvertes dans la roche calcaire, notamment aux alentours de la ville de Lagos.

### Relief

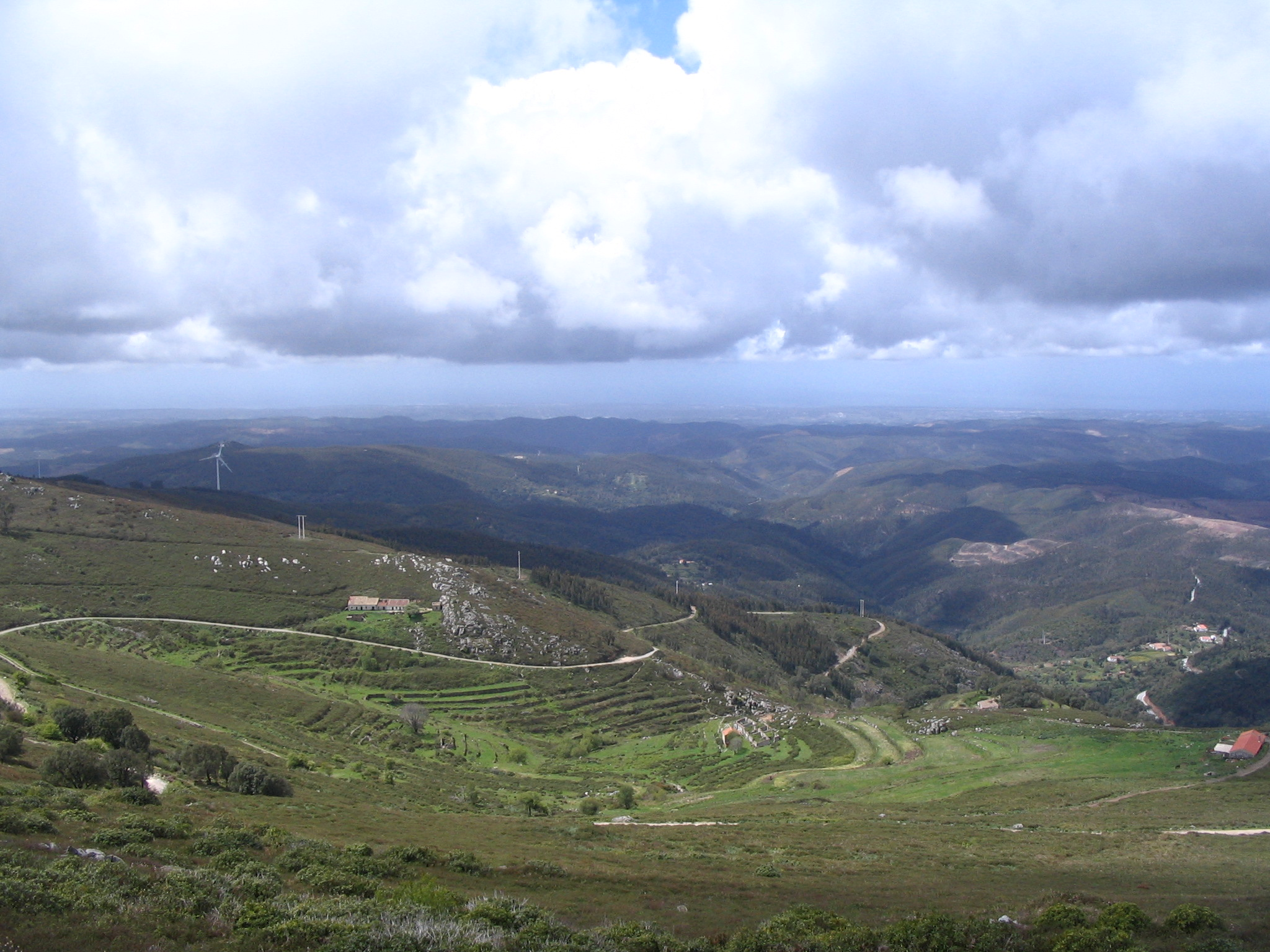
La Serra de Monchique.

Le relief de la région est caractérisé par des collines lisses traversées par des vallées. Les principales zones montagneuses sont la Serra do Monchique, la Serra de Espinhaço de Cão et la Serra do Caldeirão.
Plusieurs rivières ont leur source dans la Serra. Les principales rivières sont la Ribeira de Seixe, la Ribeira de Aljezur (ou da Cerca), la Ribeira de Odiáxere, la Ribeira de Monchique et la Ribeira de Boina.
Au nord-est, la Serra do Caldeirão est située à la frontière entre la côte et les plaines du bas-Alentejo. Son altitude atteint les 580 mètres, les municipalités de Tavira et de Loulé possèdent plusieurs points où les 500 mètres d'altitude sont dépassés.
La Serra do Caldeirão, malgré son altitude modeste, forme un paysage très particulier, où les collines sont découpées par un système fluvial assez dense, en grande partie composé de rivières au régime stationnaire.

### Hydrographie
L'Algarve est traversé par plusieurs fleuves parmi lesquels le Guadiana, frontière naturelle entre l'Algarve et l'Andalousie et formant donc la frontière luso-espagnole sud. Le fleuve naît dans le parc naturel des lacs de Ruidera, dans la province espagnole de Ciudad Real ; sa longueur totale est de 829 kilomètres.
L'Arade naît dans la Serra do Caldeirão et traverse les municipalités de Silves, Portimão et Lagoa, puis se déverse dans l'océan Atlantique à Portimão, à l'est de la praia da Rocha.
La région accueille aussi la Ria Formosa, un ensemble de lagunes et d'îles formé lors du tremblement de terre de 1755, séparé de la mer par un cordon littoral, au bord duquel s'étendent les municipalités de Loulé, Faro, Olhão, Tavira et Vila Real de Santo António. Sa superficie totale est de 18 400 hectares pour une longueur de 60 kilomètres, du fleuve Ancão jusqu'à la plage de Manta Rota.

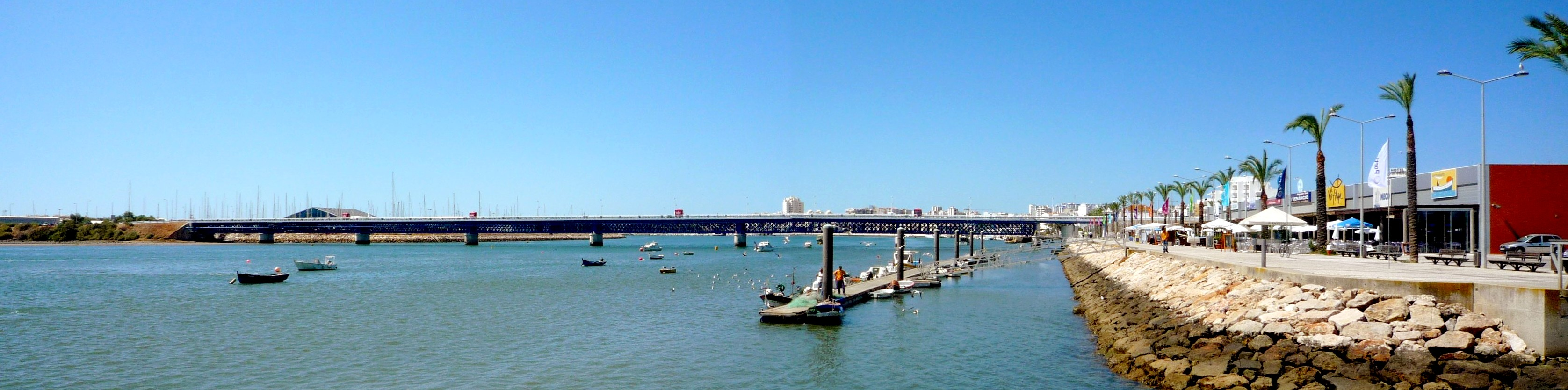
Vue sur le fleuve Arade, entre Parchal (à gauche) et Portimão (à droite)

### Climat
La température moyenne annuelle du littoral du Sotavento et du centre de la région est la plus élevée du Portugal continental et une des plus élevées de la péninsule Ibérique ; elle s'établit à environ 18 °C (1961-1990). La région bénéficie d'un climat plutôt chaud et sec de type méditerranéen.
Entre octobre et février, on observe quelques concentrations de précipitations, souvent à caractère torrentiel. Les moyennes annuelles sont inférieures à 600 mm pour la plus grande partie du littoral et dans la vallée du Guadiana ; elles dépassent 800 mm dans la serra do Caldeirão et 1 000 mm dans la Serra de Monchique. Dans la région littorale, il y a cinq mois assez secs, et, entre juin et septembre, les précipitations sont rares.
L'ensoleillement moyen de la région, à l'exception de la Serra de Monchique, est de 2 800 heures par an, ce qui en fait une des régions européennes les plus ensoleillées.
| Mois                              | jan. | fév. | mars | avril | mai  | juin | jui. | août | sep. | oct. | nov. | déc. | année |
| --------------------------------- | ---- | ---- | ---- | ----- | ---- | ---- | ---- | ---- | ---- | ---- | ---- | ---- | ----- |
| Température minimale moyenne (°C) | 7,7  | 8,4  | 8,9  | 10,4  | 12,5 | 15,7 | 17,9 | 18   | 16,9 | 14,3 | 10,9 | 8,6  | 12,5  |
| Température moyenne (°C)          | 11,9 | 12,5 | 13,6 | 15,1  | 17,4 | 20,5 | 23,3 | 23,4 | 21,8 | 18,7 | 15,1 | 12,6 | 17,1  |
| Température maximale moyenne (°C) | 16,1 | 16,7 | 18,4 | 19,8  | 24,4 | 25,4 | 28,7 | 28,8 | 26,7 | 23,1 | 19,4 | 16,7 | 21,8  |
| Précipitations (mm)               | 77,8 | 72,4 | 39   | 38,4  | 21,1 | 7,6  | 1,4  | 4,3  | 14   | 66,6 | 86,1 | 94,1 | 522,8 |

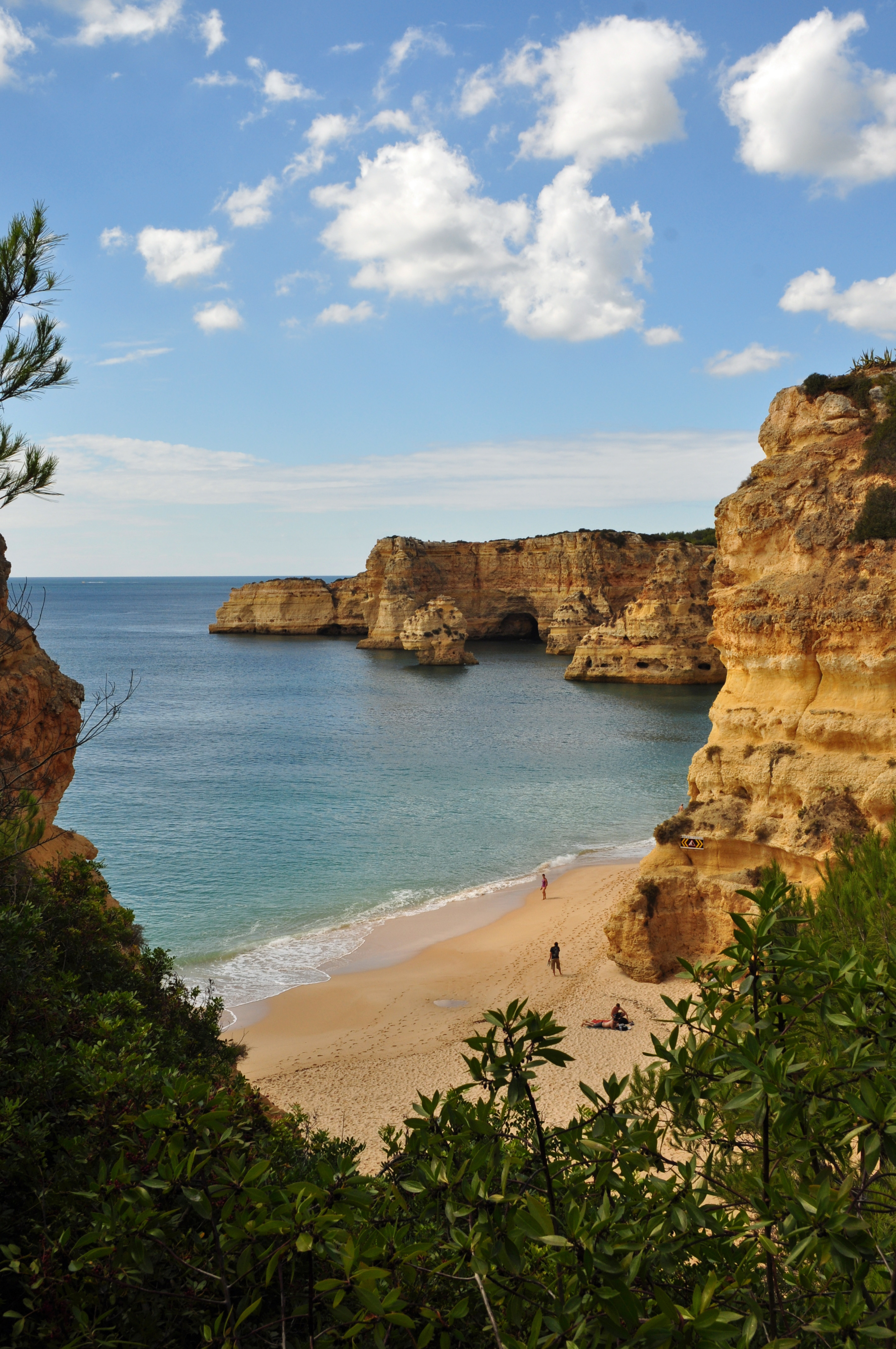
La célèbre Plage de la Marine (Praia da Marinha) située dans la municipalité de Lagoa

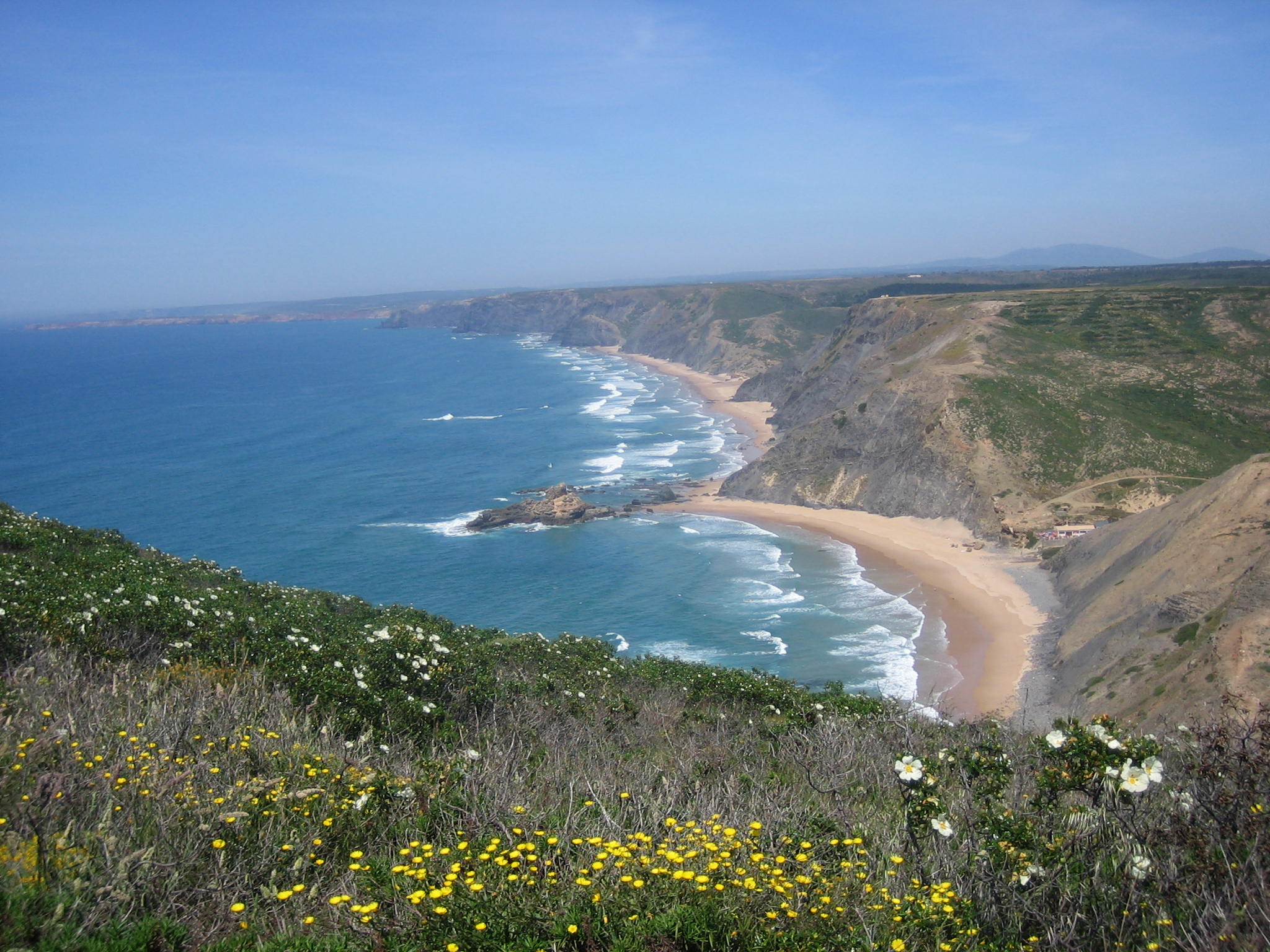
Vue sur le parc naturel de la Côte Vicentine

Le climat de la région, d'après la classification de Köppen, est divisé en deux zones : la première relève du climat tempéré, ce qui signifie beaucoup de précipitations en hiver ainsi qu'un temps sec et chaud en été ; la deuxième est de climat tempéré, c'est-à-dire avec des hivers pluvieux et des étés secs ainsi que des températures peu élevées. Les chutes de neige sont rares dans la région. La dernière chute de neige sur le littoral a été enregistrée en février 1954, mais il a neigé sur les massifs de la région comme le 1er février 2006 dans la Serra do Caldeirão et le 10 janvier 2009 dans la Serra de Monchique.

### Environnement
L'urbanisation est essentiellement concentrée sur le littoral alors que l'intérieur des terres reste plutôt rural et abrite de nombreux massifs forestiers. La région est menacée tous les ans par les feux de forêts : en été 2003, pas moins de cinq feux se sont déclarés dont trois au moins d'origine criminelle.
L'urbanisation du littoral est le fruit du tourisme de masse apparu dans les années 1960. Les premières critiques contre cette urbanisation ne sont apparues que dans les années 1980.
Il existe, au sud de la région, une réserve naturelle de 184 km2, la Ria Formosa, où il est possible d'observer des centaines d'espèces d'oiseaux, et plusieurs îles et îlots. Il s'agit d'une zone protégée par le statut de parc naturel depuis le 9 décembre 1987,. Auparavant, la Ria Formosa bénéficiait du statut de réserve naturelle depuis 1978.
Les régions de l'Algarve et de l'Alentejo se partagent le parc naturel du Sud-Ouest Alentejano et Costa Vicentina, dont la superficie est de 56 952 hectares, à laquelle s'ajoute une zone maritime protégée de 17 460 hectares. Le parc s'étend depuis la rivière de la Junqueira à São Torpes jusqu'à la plage de Burgau, sur une longueur de 110 kilomètres.

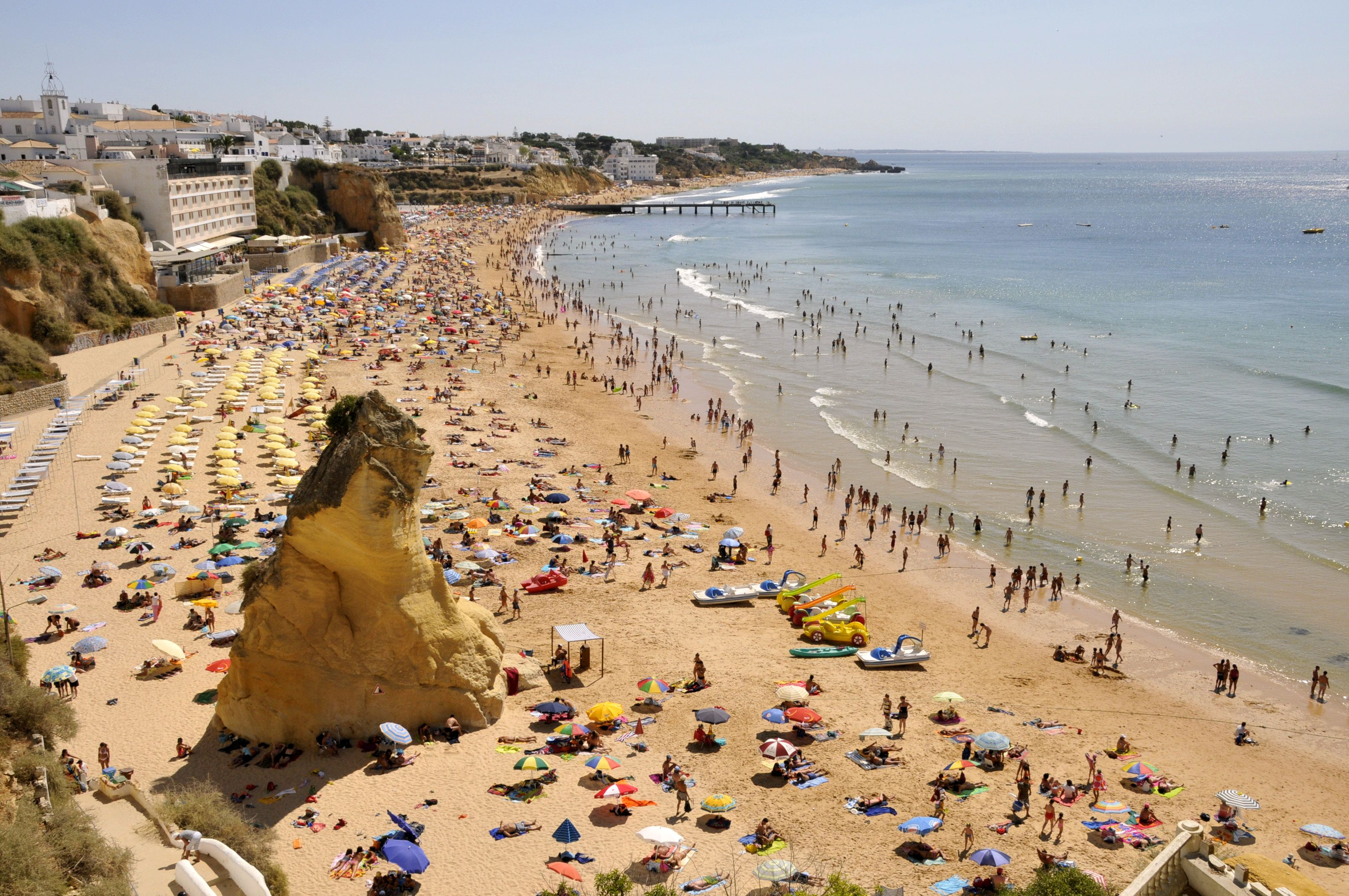
Praia do Peneco, à Albufeira
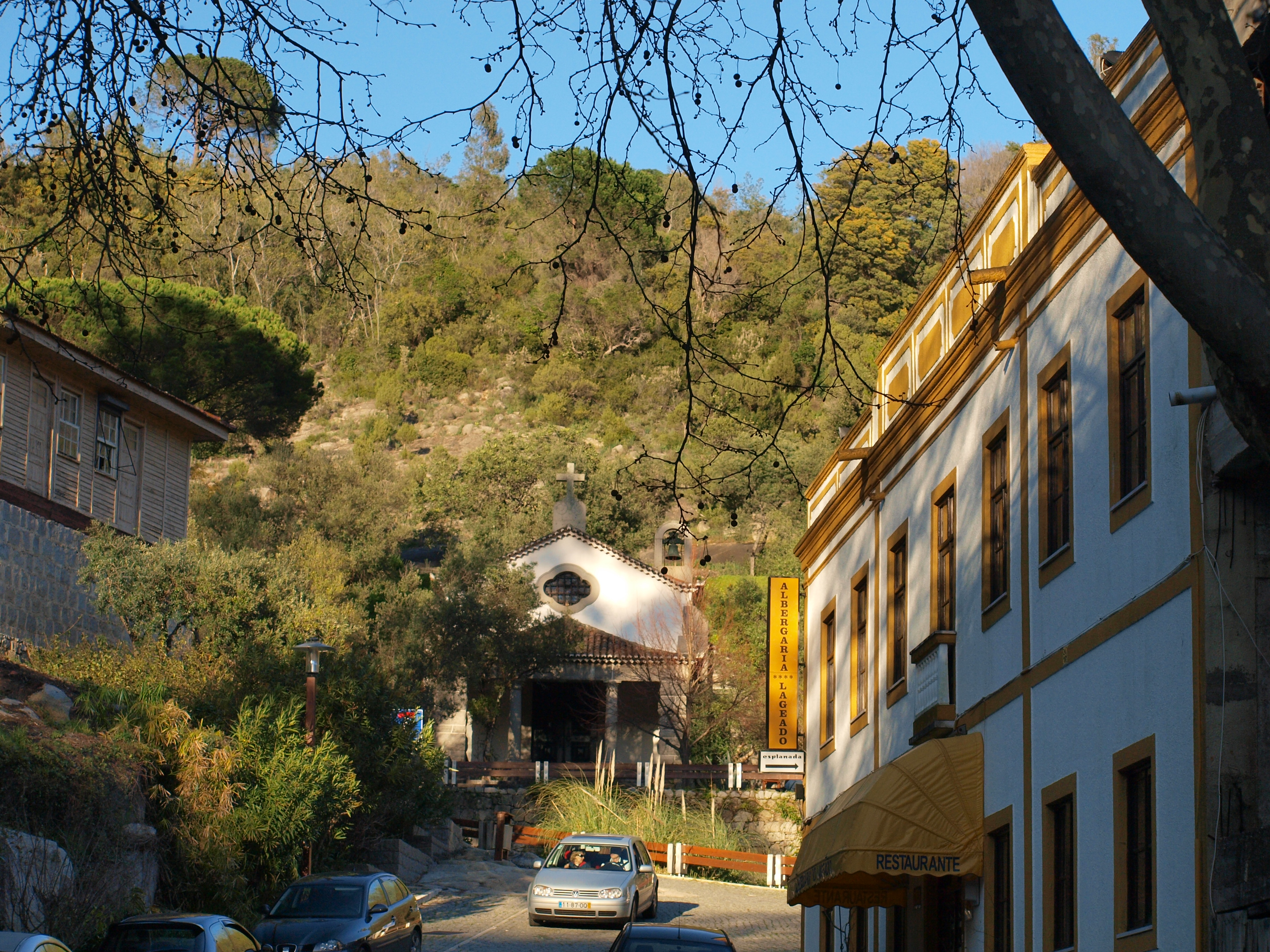
Caldas de Monchique
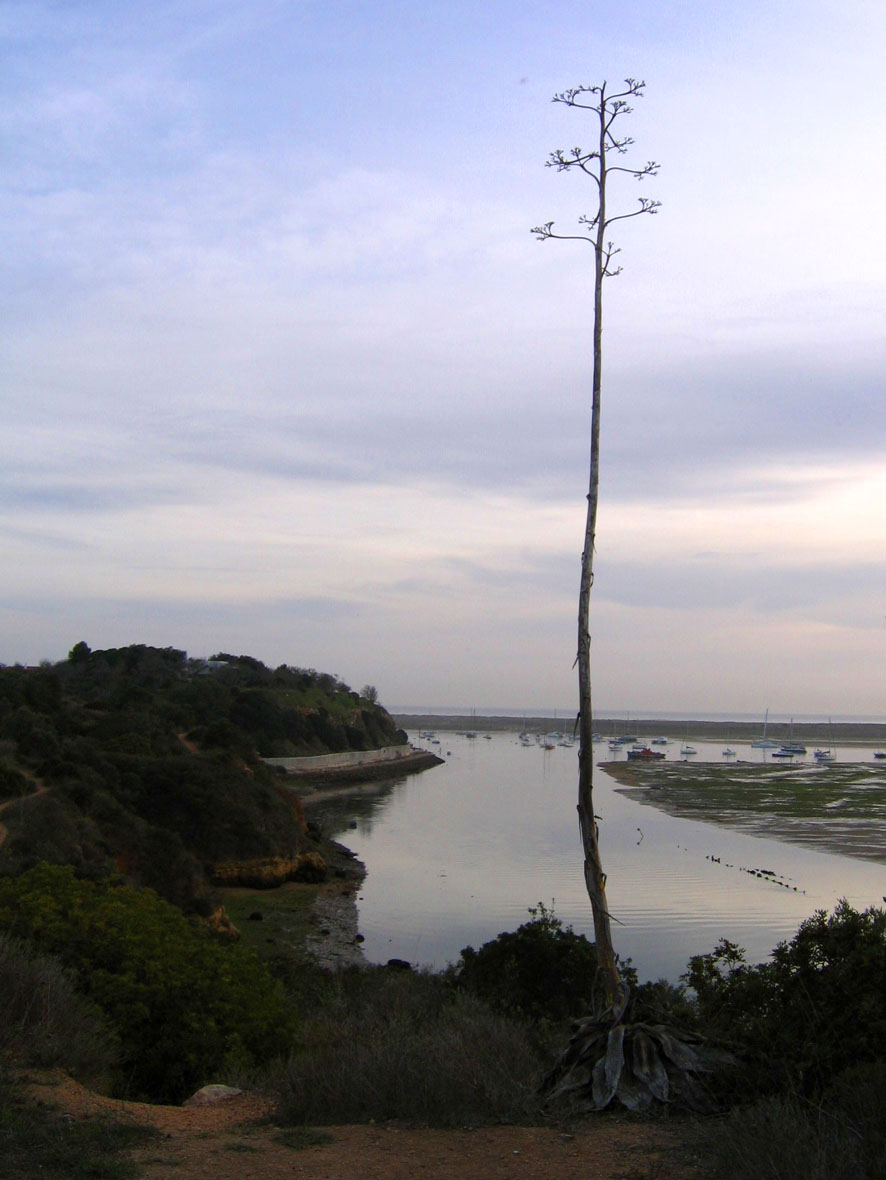
Ria de Alvor
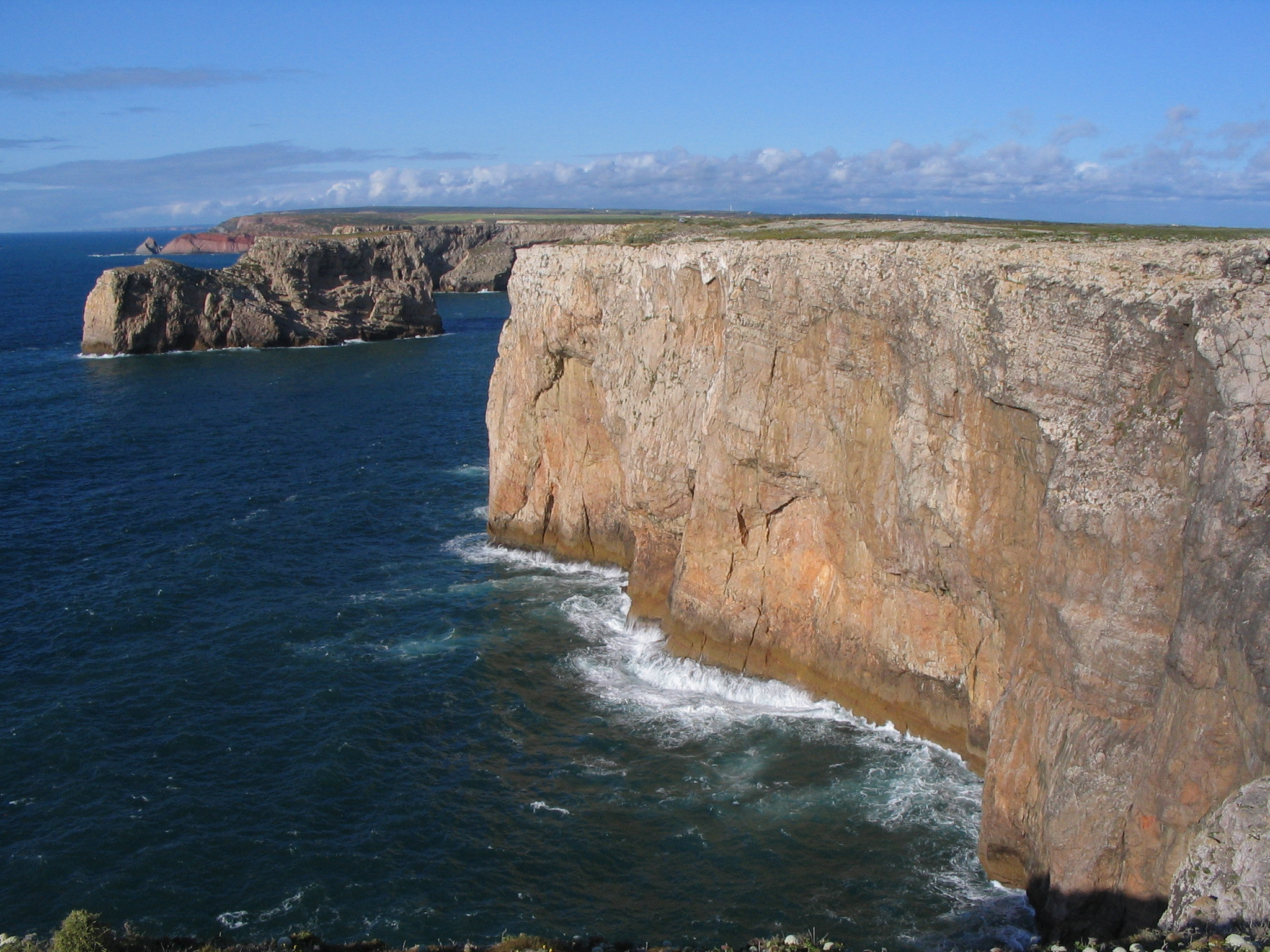
Falaises au nord du cap Saint-Vincent
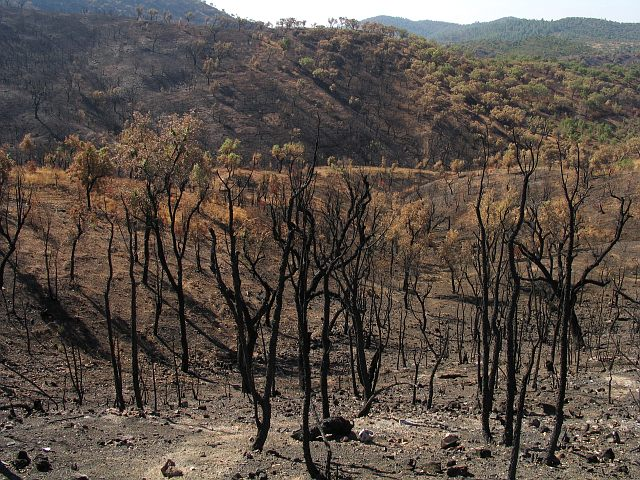
Feu de forêt dans la région (2005)
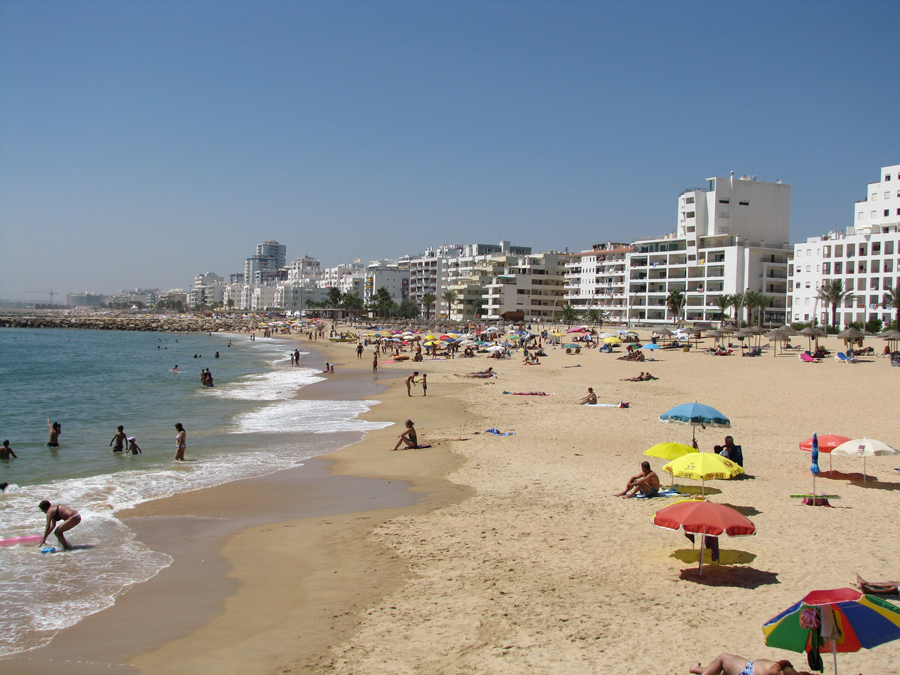
Urbanisation du littoral à Quarteira

La flore relève essentiellement du type méditerranéen, à l'exception de celle de la Serra de Monchique, plus proche du type subtropical. On trouve dans la Serra de Monchique une grande variété d'espèces végétales, dont l'espèce dominante est le chêne des Canaries, mêlé au chêne-liège. On peut également y voir des châtaigniers, des magnolias, des bananiers et des rhododendrons. De nombreuses espèces d'oiseaux fréquentent cette région, toute l'année ou lors des passages de migrations. Cela est particulièrement vrai dans le parc naturel de la Ria Formosa.
Plusieurs espèces de plantes, endémiques ou non, sont nommées en référence à l'Algarve :
- Cistus algarvensis Sims, Bot. Mag. 17: t. 627 (1803) ;
- Helianthemum algarvense Dunal, Prodr. [A. P. de Candolle] 1: 268 (1824) ;
- Herniaria algarvica Chaudhri, Rev. Paronychiinae 346 (1968) ;
- Limonium algarvense Erben, Mitt. Bot. Staatssamml. München 14: 503 (1978) ;
- Linaria algarviana Chav., Monogr. Antirrh. 142 (1833) ;
- Ophrys algarvensis D.Tyteca, Benito & M.Walravens, J. Eur. Orch. 35(1): 65 (2003). Syn. : O. omegaifera subsp. algarvensis (D.Tyteca, Benito & M.Walravens) Kreutz, Kompend. Eur. Orchid. 110 (2004) ;
- Rhododendron algarvense Page, Prod. Southhampt. Gard. 38 ;
- Sideritis algarviensis D.Rivera & Obón, Anales Jard. Bot. Madrid 47(2): 500 (1990) ;
- Stegitris algarviensis Raf., Sylva Tellur. 132 (1838).

## Histoire

### Étymologie
Le terme Algarve provient du nom arabe al-Gharb (l'Ouest, en référence à l'ouest de l'Andalousie), nom donné à l'actuelle Algarve et au bas Alentejo pendant l'époque musulmane.
Au XIIIe siècle, le Gharb al-Ândalus se réduit à une bande de terre au sud du royaume de Portugal, dont Silves est la capitale. Le nom d'al-Gharb, adapté à la phonétique et à l'orthographe portugaises, finit donc par ne désigner que la dernière région sous domination maure au Portugal, qui porte désormais le nom d'Algarve.

### Préhistoire et Antiquité

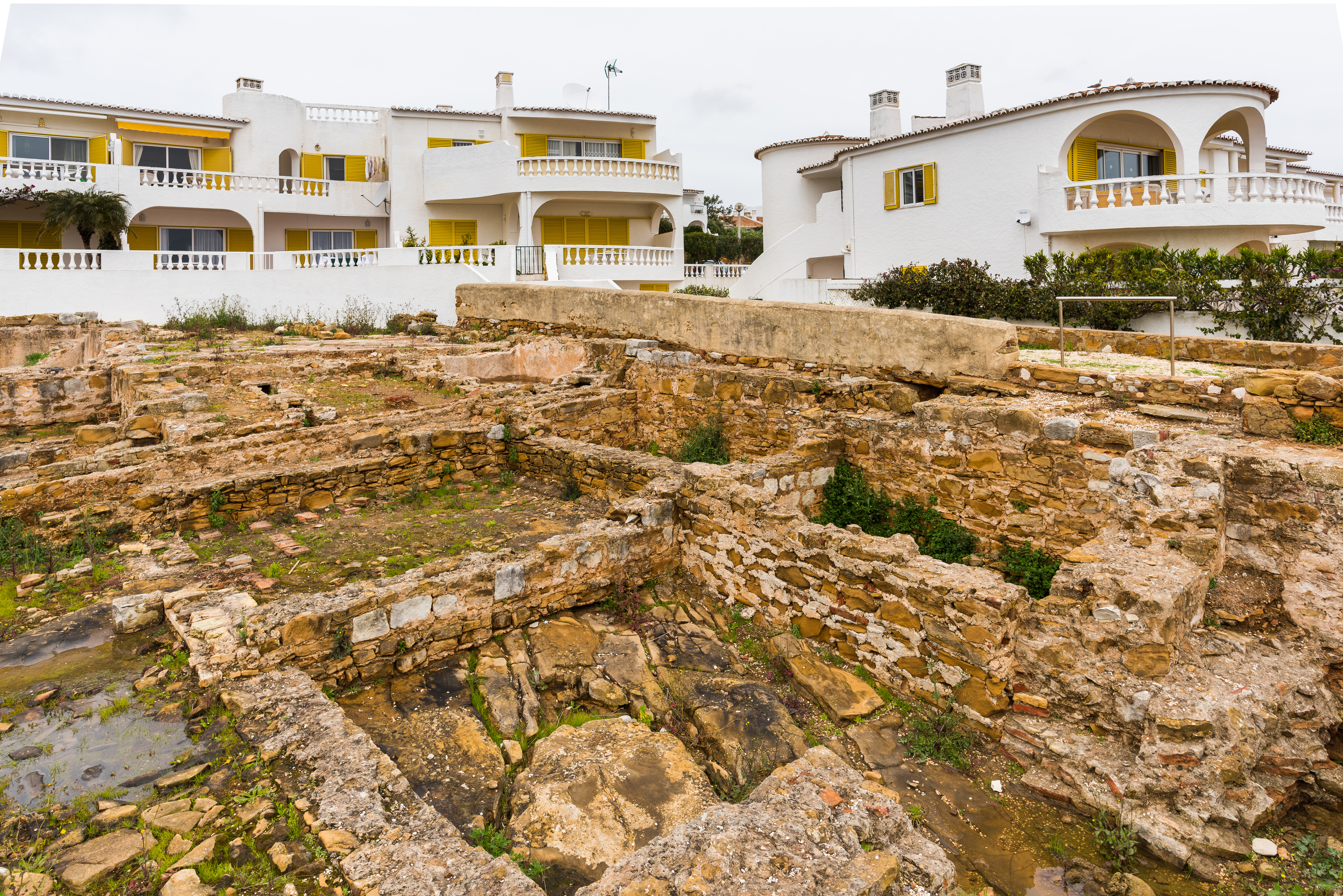
Bains romains à Praia da Luz.

Dans l'Antiquité, l'actuel Algarve ainsi que le sud du district de Beja sont occupés par les Cynètes, peuple dont il est possible qu'il soit linguistiquement et ethniquement d'origine ibère et celtibère, sous l'influence culturelle de la civilisation de Tartessos. Durant la guerre lusitanienne, la principale ville des Cynètes, Conistorgis, est détruite par les Lusitaniens. Les Phéniciens établissent des ports de commerce, le long de la côte, vers 1000 av. J.-C. Les Carthaginois fondent Portus Hanibalis, aujourd'hui Portimão, vers l'an 550 av. J.-C.
Après la conquête romaine, la région est incorporée à la province romaine de Lusitanie. Les Romains nomment la région Cuneus ou Cyneticum selon les sources. L'Algarve fait partie de l'Empire romain, intégrant d'abord la province de l'Hispanie ultérieure, puis celle de la Lusitanie. Cette appartenance à l'Empire romain dure presque 600 ans (de l'an 200 av. J.-C. à l'an 410 apr. J.-C.), avec comme villes principales Baesuris (de nos jours : Castro Marim), Balsa (proche de Tavira), Ossonoba (Faro), Cilpes (Silves), Lacobriga (Lagos) et Myrtilis (Mértola).
Pendant l'époque romaine, le développement culturel et économique (agriculture et pêche) est significatif, la région est une importante région agricole. À cette époque, l'huile d'olive et le garum (un condiment) sont les principaux produits exportés. Sa localisation géographique lui donne de l’importance, au carrefour des voies maritimes entre les ports romains de la mer Méditerranée et de l'océan Atlantique, de l'Hispanie, de la Gaule et de la Britannia. Les fleuves Guadiana (Anas) et Arade (Aradus) servent de chemins fluviaux vers l'intérieur de la région. De nos jours, l'Arade n'est quasiment plus navigable par bateau, notamment du fait de l'aggradation.
En 409, les Alains occupent la Lusitanie. Les Wisigoths prennent le contrôle de la région en 469 sous Théodoric Ier. Le royaume wisigoth dure jusqu'en 711, date de l'invasion musulmane.

### La civilisation arabo-musulmane et la conquête portugaise

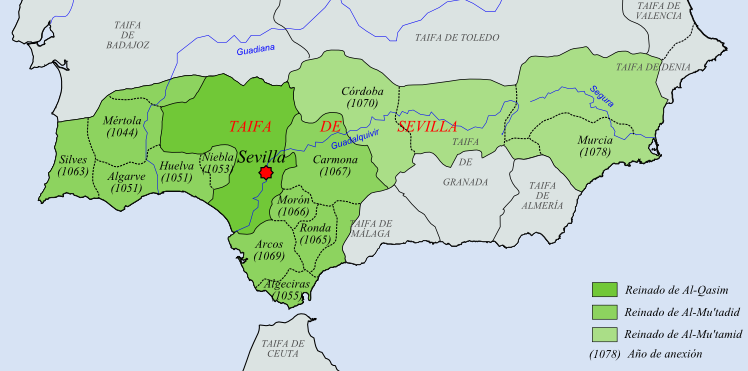
Conquêtes du taïfa de Séville au XIe siècle.

À l'époque musulmane, la principale ville de la région (Gharb al-Ândalus, الغرب الأندلس en arabe) est Silves. Au début du XIe siècle, le califat de Cordoue éclate en plusieurs petits royaumes ou taïfas. L'Algarve est partagé entre le taïfa d'Algarve et celui de Silves. Ces deux royaumes sont conquis par le taïfa de Séville en 1051 et 1063, respectivement.
Après la chute des Almoravides en 1147, le taïfa de Silves retrouve brièvement son indépendance avant de tomber sous le joug des Almohades en 1151.
En 1189, le roi Sanche Ier de Portugal s'empare de Silves avec l'aide des croisés. Les Almohades contre-attaquent et reprennent finalement la ville en 1191. En 1242, D. Paio Peres Correia expulse les Maures de Tavira après cinq siècles de domination.
En 1249, le roi Alphonse III de Portugal conquiert définitivement l'Algarve, mettant un terme à la Reconquista portugaise lors de la prise de Faro. Il prend le titre de « roi de Portugal et de l'Algarve ». 
Le traité de Badajoz, signé en 1267, voit la Castille reconnaître les conquêtes portugaises et abandonner ses prétentions sur la région . Le roi portugais fixe avec le roi Alphonse X de Castille la frontière sur le fleuve Guadiana (actuelle frontière entre l'Espagne et le Portugal), d'où les noms d'« Algarve espagnol » (englobé depuis dans l'Andalousie) et d'« Algarve portugais ».

### DuXVesiècleauXVIIesiècle

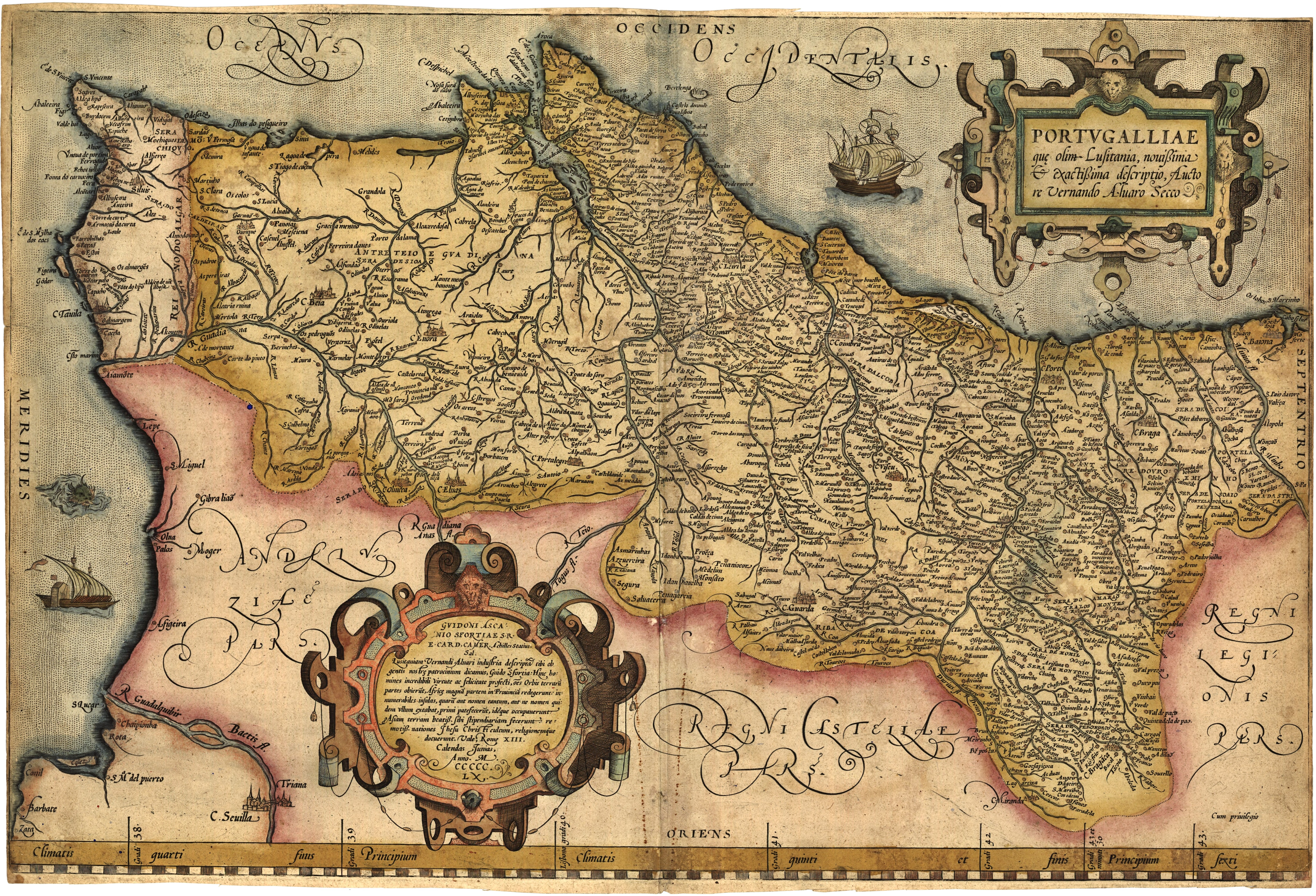
Les royaumes de Portugal et d'Algarve en 1561.

Le comarque d'Algarve est créé en 1406.
Malgré le titre de « roi de Portugal et de l'Algarve » porté par les successeurs d'Alphonse III, le royaume d'Algarve ne constitue en rien, sinon en nom, un État distinct : ses institutions et ses lois sont les mêmes que dans le reste du Portugal. D'une certaine façon, ce titre honorifique souligne une culture locale qui va s'étendre, par la suite, aux conquêtes du Portugal outre-mer. En 1471, après s'être emparé des villes marocaines de Tanger, Ksar El Kébir et Assilah, le roi Alphonse V prend le titre de « roi de Portugal et des Algarves » au pluriel. Cet « Algarve d'outre-mer » subsiste jusqu'en 1769. Le territoire s'étend alors jusqu'à la ville d'Almería.
Vers 1417, une école de navigation aurait été fondée par l'Infant Henri le Navigateur. Aucune référence, vestiges archéologiques ou documents originaux d'époque concernant cette école nautique n'ont été retrouvés. En 1877, Sousa Holstein affirme que l'école n'a pas existé mais qu'il y aurait eu une académie scientifique pour la navigation et la mer. D'autres réfutent aussi l'existence de cette école, tels Luís de Albuquerque, Thomaz Marcondes de Souza, Será Duarte Leite ou encore Fábio Pestana Ramos, tandis que certains soutiennent son existence, comme Jaime Cortesão.
Au XVe siècle, le port de Lagos acquiert une importance croissante avec les voyages des explorateurs comme Gil Eanes. De 1576 à 1756, la ville de Lagos est la capitale de l'Algarve. À la fin du XVIe siècle, la ville de Vila do Bispo est attaquée plusieurs fois par les pirates et les Barbaresques ainsi que par le corsaire anglais Francis Drake.

### DuXVIIIesiècleà nos jours
Sous le règne de Joseph Ier, de 1750 à 1777, le marquis de Pombal tente de diviser le diocèse de Faro en deux, avec la création d'un nouveau diocèse à Vila Nova de Portimão, mais cette division n'est pas reconnue par le pape. La limite entre les deux diocèses aurait dû être la ribeira de Quarteira, prolongée en ligne droite jusqu'à l'Alentejo.
En 1755, l'Algarve est durement touché par le tremblement de terre de Lisbonne. Les secousses entraînent des destructions dans de nombreuses villes de la région, et le raz-de-marée endommage sérieusement les forteresses côtières : si la ville de Faro est protégée grâce à la lagune de Ria Formosa, à Lagos, les vagues atteignent le sommet des murailles de la ville.
En 1759, pendant la guerre de Sept Ans, la région est témoin de la défaite de la flotte française à Lagos. Malgré la neutralité du Portugal, la Royal Navy détruit ou capture quatre vaisseaux français qui tentent de se mettre sous la protection des forts côtiers près de Lagos.

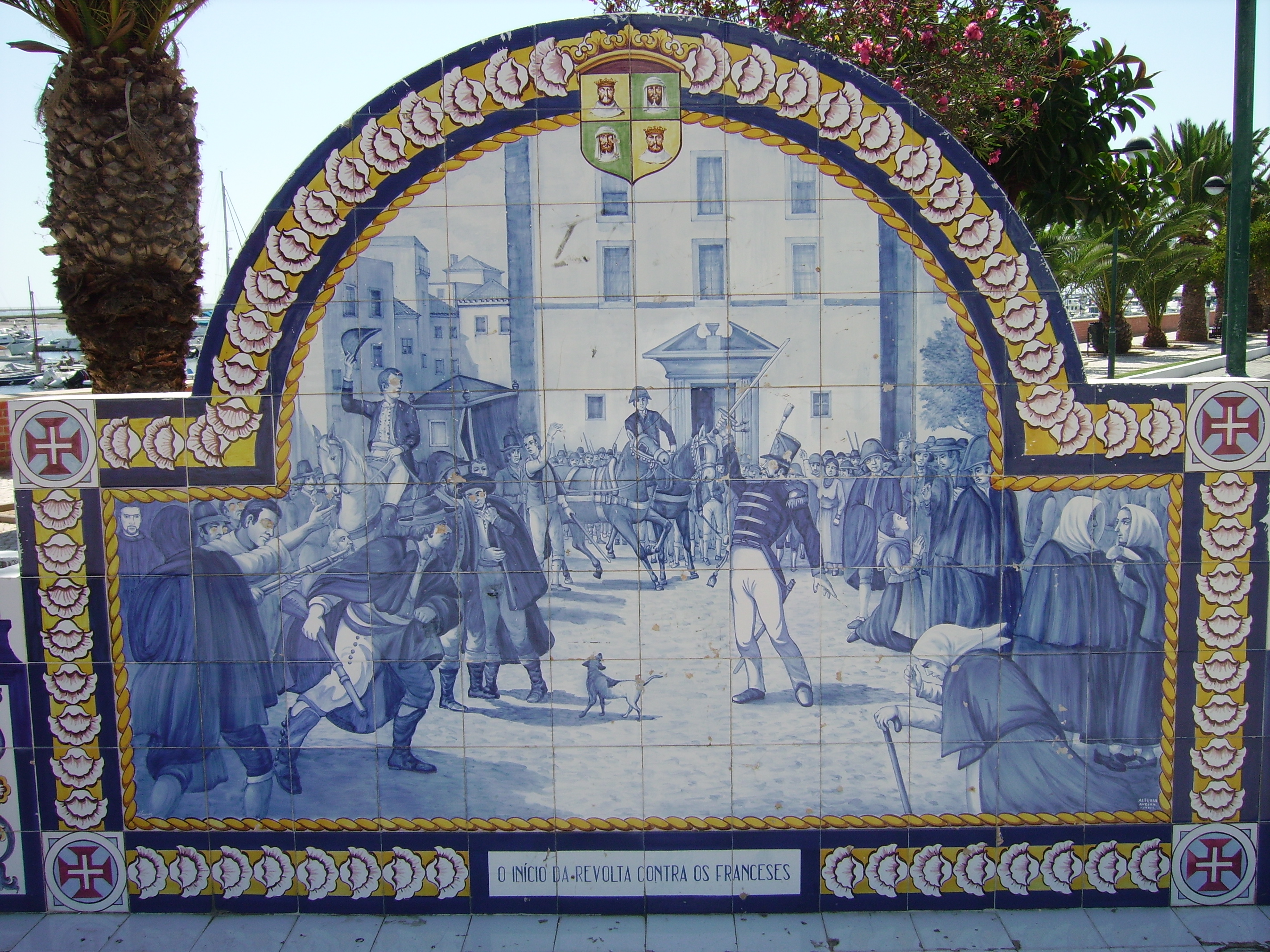
Début de la révolte d'Olhão (1809).

En 1807, la moitié nord du pays est envahie par les troupes napoléoniennes du général Junot, tandis que le royaume de l'Algarve et la province de l'Alentejo sont envahies par les troupes espagnoles de Manuel Godoy, prince de la paix. Cette occupation s'achève l'année suivante, à la suite de la révolte d'Olhão. Le 16 décembre 1815, les deux royaumes deviennent le Royaume uni de Portugal, du Brésil et des Algarves, avec Rio de Janeiro comme capitale du royaume.
Vers 1820, la région voit une immigration importante de juifs marocains, gibraltariens et espagnols, mais la région n'est qu'un lieu de passage pour certains qui repartent en direction des Açores. D'autres restent dans la zone de Faro, laquelle compte à peu près une soixantaine de familles juives.
En 1836, une nouvelle division administrative est créée, le district de Faro.
Lors de la chute de la monarchie, en 1910, les royaumes de Portugal et de l'Algarve disparaissent et, avec l'instauration de la Première République portugaise (1911-1926), l'Algarve devient une province.
Au début des années 1960, Salazar met en place une politique, le plan régional de l'Algarve (1963-1964), qui crée un impôt sur les constructions touristiques. Ce texte de loi est aussi adopté dans d'autres régions du pays comme à Lisbonne, où il est cependant rapidement supprimé. Il est supprimé après la chute de la dictature, en 1974.

## Économie

Vue panoramique de Lagos, l'Avenida dos descobrimentos.

En 1685, l'ensemble des ports de la région n'exporte que 3,2 % et n'importe que 2,9 % des marchandises pour le pays, tandis que le port de Lisbonne importe 75 % et exporte 77 % des marchandises du pays.

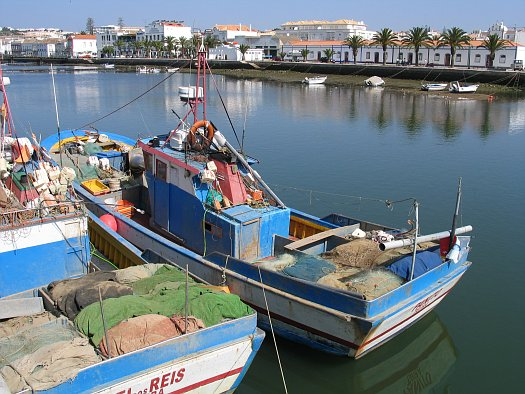
Bateau de pêche à Tavira

De nos jours l'Algarve est une région touristique et agricole. Les principales productions agricoles de la région sont les figues, les amandes, les oranges, les caroubes, les arbouses ainsi que le chêne-liège pour la production du liège.
L'horticulture est largement pratiquée dans la région, qui est aussi productrice de vins, dont quatre sont sous la Denominação de Origem Controlada (Dénomination d'origine contrôlée) : Lagoa, Lagos, Portimão et Tavira.

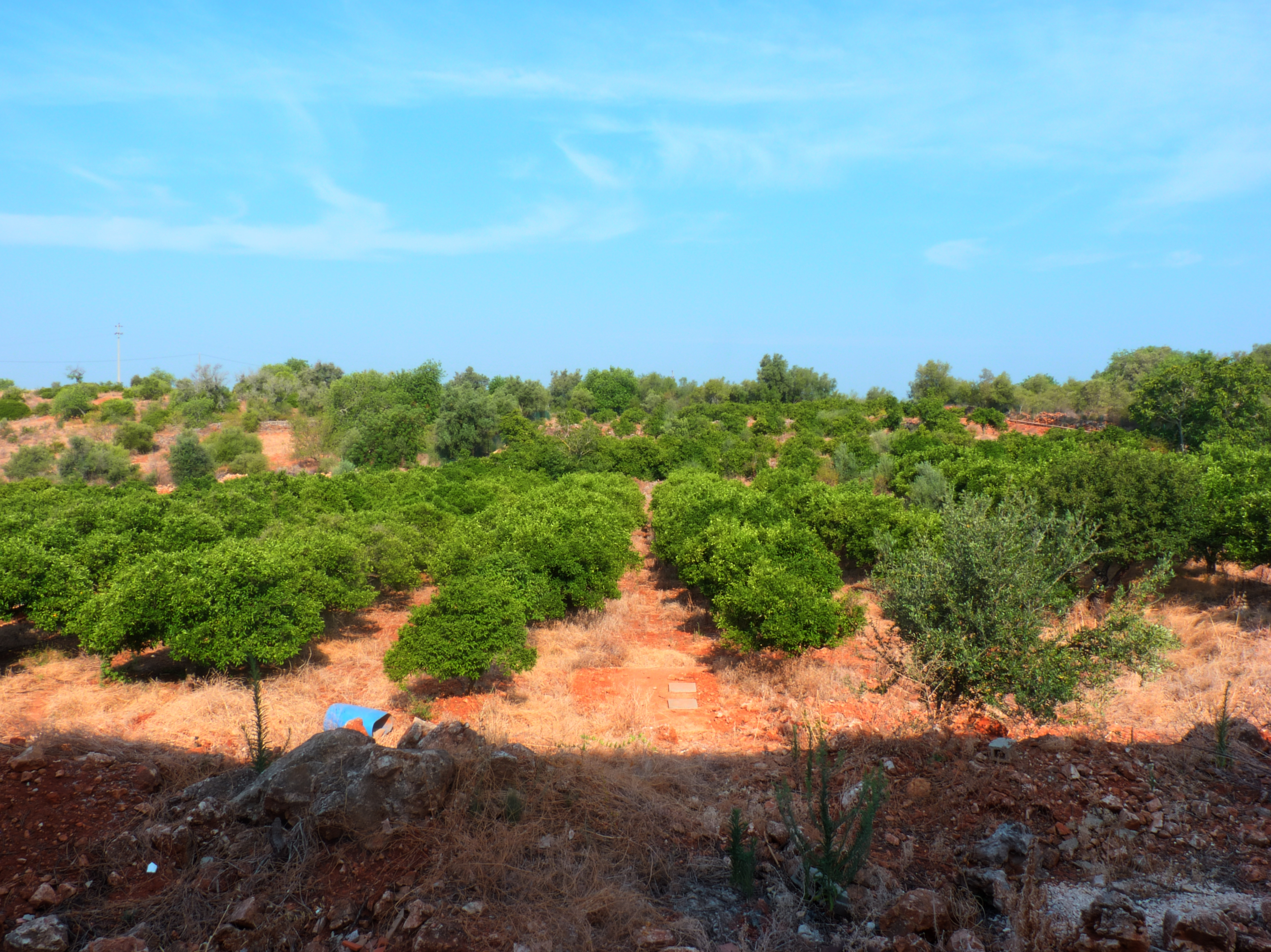
Orangeraies près de Silves.

La pêche et l'aquaculture sont des activités importantes dans les régions côtières de l'Algarve ; les sardines, les soles, les cyprinidés (carpes…), les daurades royales et les divers fruits de mer sont les principaux poissons pêchés dans la région. L'industrie de la pêche s'appuie sur le développement de plusieurs usines de conserves qui ont joué un rôle important dans l'économie de l'Algarve à l'époque de l'Estado Novo (1933-1974).
Néanmoins, à la fin du xxe siècle il a y un mouvement de fermeture de ces usines. Les municipalités les plus impliquées dans la pêche sont Olhão, Tavira, Portimão et Vila Real de Santo António.
Depuis l'époque romaine, l'agriculture possède une place importante dans l'économie. En 1970, le secteur primaire représente 29 % du PIB de la région (3 431 millions de escudos portugais) et 3 % de l'ensemble du Portugal continental. Le secteur occupe à cette époque près de 45 % de la population active, soit environ 45 000 travailleurs. Toujours à cette époque, la production de fruit représente 40 % de la production nationale. Au début du xxie siècle, le secteur primaire représente 4,6 % du PIB.

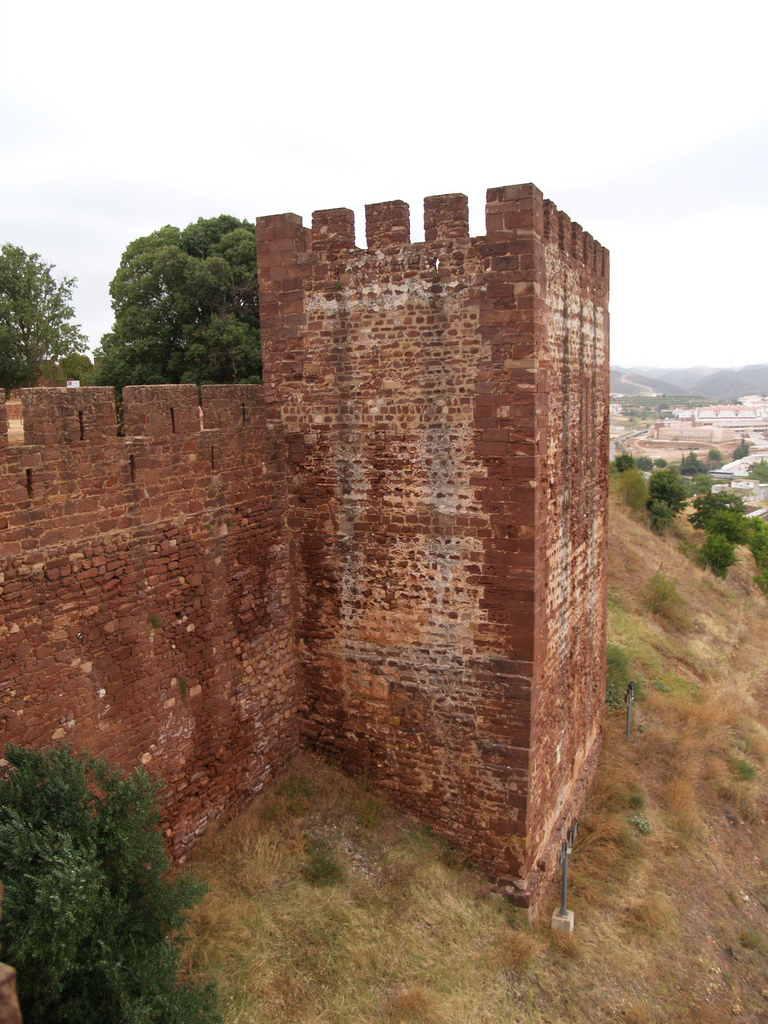
Château de Silves.

Le tourisme est la principale ressource économique de la région. En raison de ses plages et de son climat méditerranéen, l'Algarve est devenue, dès les années 1960, une destination très populaire pour les touristes étrangers, principalement de Grande-Bretagne (56,7 % des touristes britanniques au Portugal choisissent cette destination, contre 16,4 % la région de Lisbonne). Depuis la destination est aussi prisée par les Portugais, les Espagnols (17,2 % des touristes espagnols au Portugal en 2017), les Allemands (26,7 % des touristes allemands au Portugal), les Néerlandais et les Irlandais. La région accueille 20 % des touristes hébergés au Portugal en 2017. Parmi eux, 27 % sont portugais et 73 % étrangers. De nombreux étrangers possèdent leurs résidences secondaires dans la région.
En plus de la beauté de ses plages, l'Algarve a investi dans la création d'un réseau de terrains de golf. Les plages de l'Algarve s'étendent de la Praia da Marinha jusqu'à Armação de Pêra. Il existe aussi une station thermale, Caldas de Monchique.
Le climat doux de l'Algarve retient l'intérêt des Européens du nord souhaitant posséder une maison ou une résidence de vacances dans la région. Il s'agit d'une région portugaise de l'Union européenne, ce qui fait que n'importe quel citoyen de l'Union a le droit d'acheter librement une propriété et d'y résider. Les expatriés britanniques, suivis des Allemands, des Néerlandais et des Scandinaves sont parmi les plus nombreux.
En 1970, grâce au tourisme, le secteur tertiaire représente 52 % du PIB de la région, 3 % de l'ensemble du Portugal continental. Il occupe près de 29 % de la population active, soit environ 30 000 travailleurs. Au début du xxie siècle, le secteur tertiaire atteint 83,5 % du PIB de la région.
En mars 2007, le ministre de l'Économie, Manuel Pinho, annonce la création du projet Allgarve comme partie d'une promotion stratégique de l'Algarve comme destination touristique pour les étrangers.

### Transports

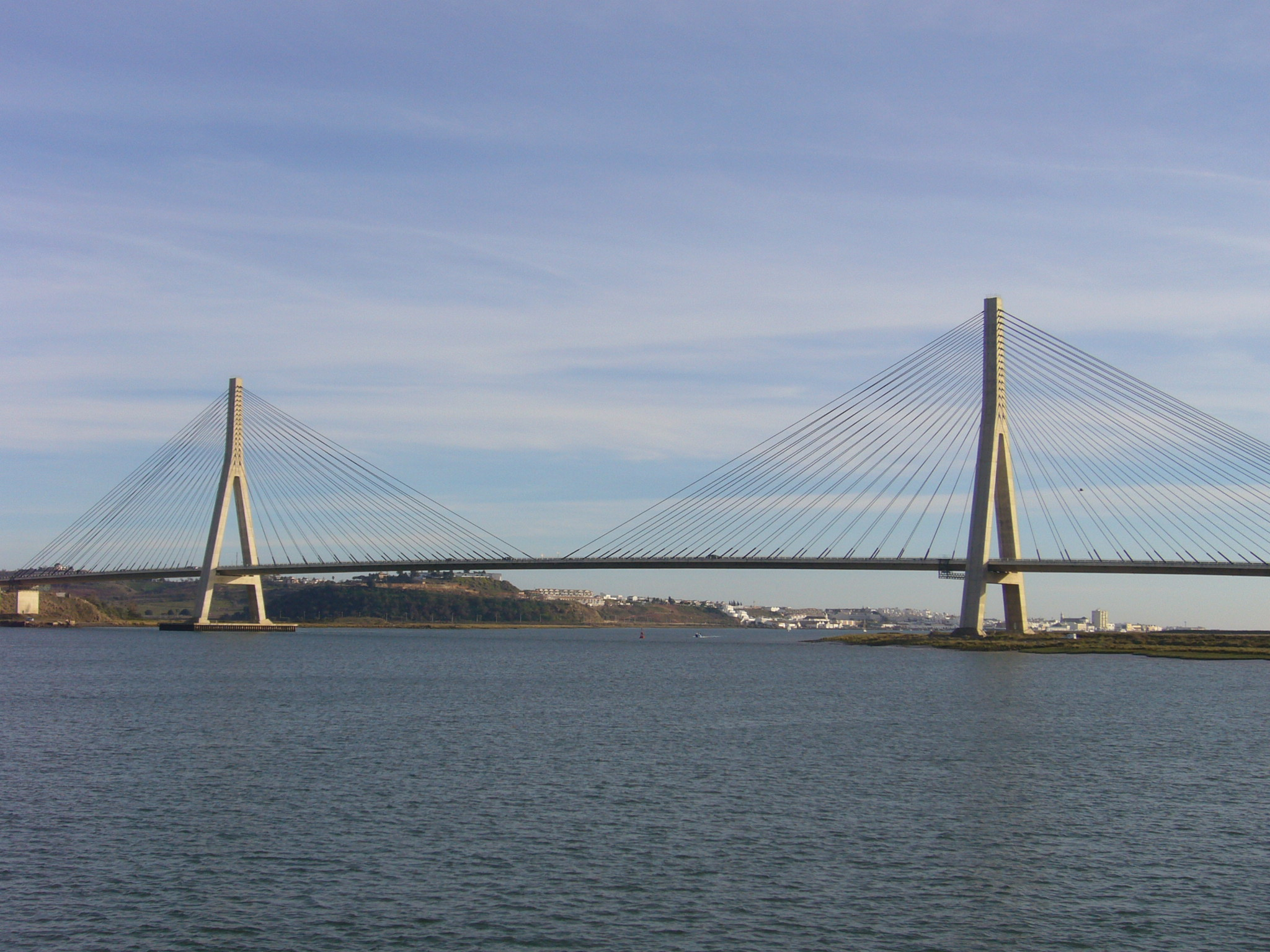
L'A22, le pont international sur le Guadiana, entre l'Espagne et le Portugal.

#### Réseau routier
L'Algarve est traversé par deux autoroutes.
La première, l'A22 passe au sud de la région et permet de relier la ville de Bensafrim (Lagos) à la ville de Ayamonte en Espagne. Elle passe par les villes de Lagos, Portimão, Albufeira, Loulé, Faro, Olhão, Tavira et la ville frontière de Vila Real de Santo António ; elle permet aussi de rejoindre l'aéroport de Faro. Sa longueur est de 133 kilomètres.
La deuxième autoroute, l'A2, passe au centre de la région. Elle permet de rejoindre la capitale (Lisbonne) en passant par les villes algarviennes de Albufeira (Portimão), Salir (Silves) et la ville de São Bartolomeu de Messines (Silves).
La région possède aussi des routes secondaires importantes, comme l'itinéraire complémentaire 4 qui permet de relier la ville de Lagos à Vila Real de Santo António, une partie de l'itinéraire formant l'A22. Une autre route, l'itinéraire principal, permet de relier le nord du Portugal (Valença) à la frontière espagnole au niveau de Castro Marim en passant par Lisbonne.

#### Réseau ferroviaire

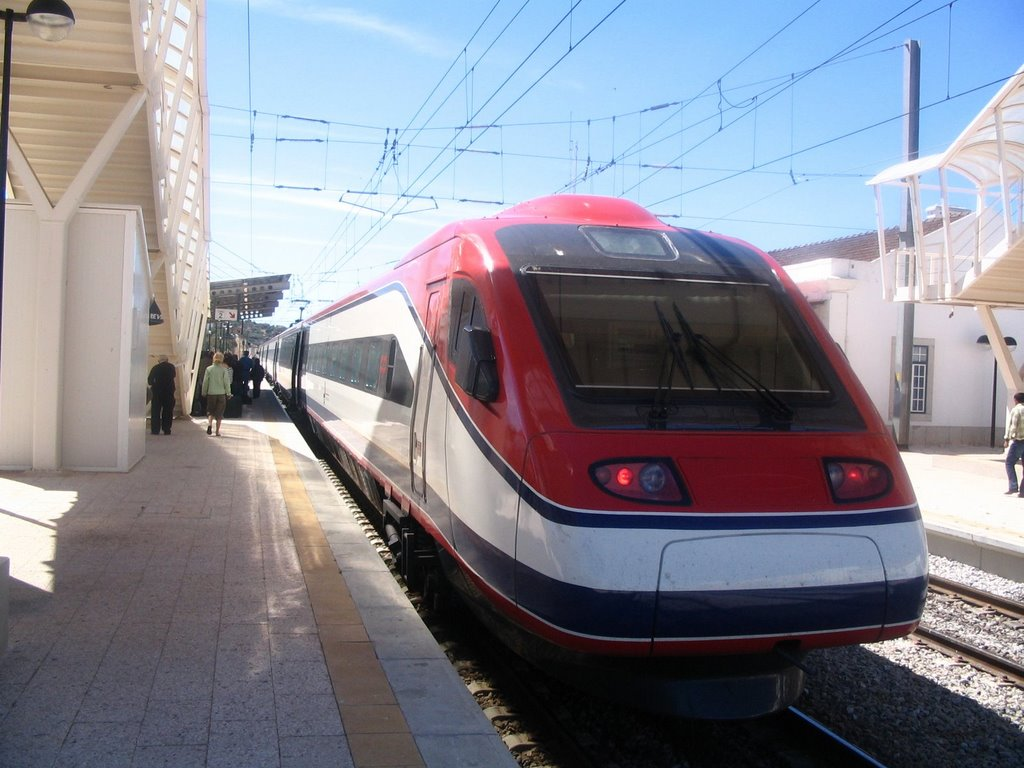
L'Alfa Pendular à Tunes.

La région possède deux lignes de chemins de fer.
La première, la linha do Sul, permet de rejoindre la capitale portugaise via les gares de Campolide et la gare algarvienne de Tunes. Cette ligne est la deuxième ligne ferroviaire la plus importante du pays, juste après la linha do Norte. Le 13 septembre 1954, un accident a lieu sur la ligne dans l'Algarve, entraînant plus de 30 morts et 50 blessés.
La région possède aussi son propre réseau ferroviaire, la linha do Algarve, qui permet de traverser la région d'ouest en est, reliant les villes de Lagos et de Vila Real de Santo António, sur une longueur de 139,5 km avec connexion à la frontière.

#### Réseau aérien

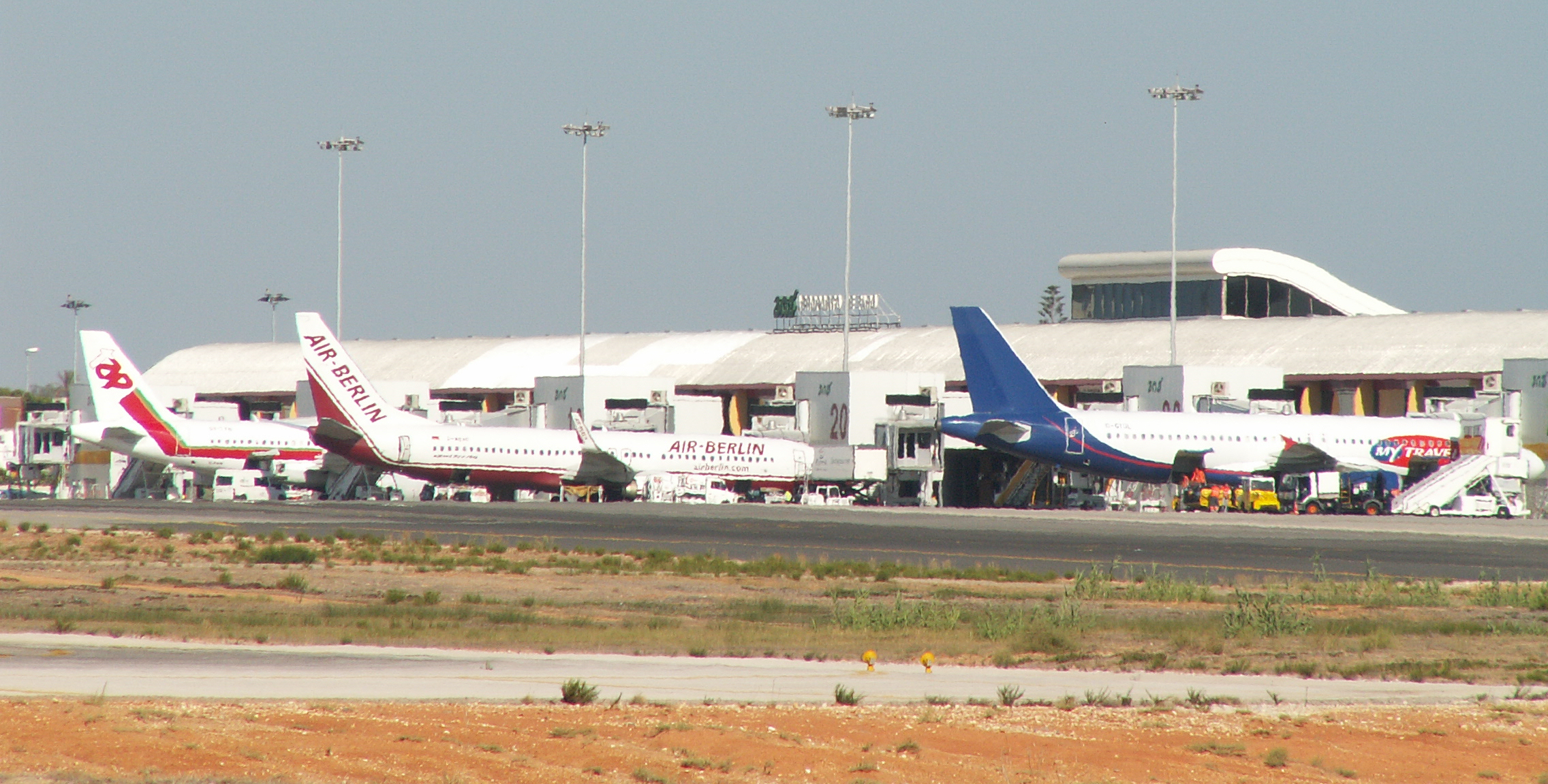
L'aéroport international de Faro.

L'aéroport de Faro est situé à 9 kilomètres de la ville. Il a été ouvert au trafic le 11 juillet 1965. C'est actuellement le troisième plus grand aéroport portugais en termes de trafic, derrière l'aéroport de Lisbonne-Portela à Lisbonne et l'aéroport de Porto-Francisco Sá-Carneiro à Porto.
En 2009, 5 061 801 passagers transitent par l'aéroport de Faro, ce qui représente une baisse de 7,1 % par rapport à 2008. La majeure partie du trafic est civil, à destination de l'Europe. Deux compagnies aériennes y maintiennent actuellement une base d'opérations, les compagnies Ryanair et TAP Portugal.
Des travaux de rénovation sont menés entre 2011 et 2013 pour agrandir et réaménager l'aérogare, d'augmenter le nombre de vols, de créer de nouveaux emplacements de stationnement pour les avions et d'augmenter la capacité d’accueil en passant de 2 400 à 3 000 clients par heure.

## Administration

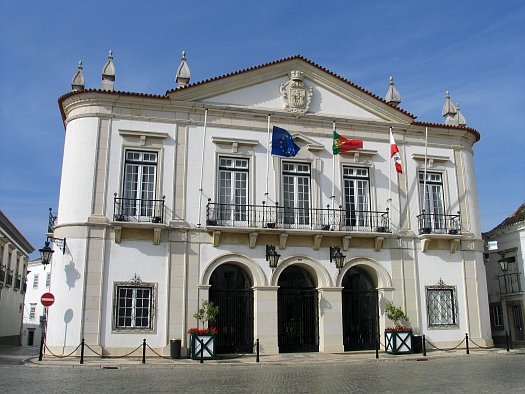
Siège de la commune de Faro

L'Algarve est la région administrative la plus au sud du Portugal, elle est divisée en 16 municipalités. La région se confond avec l'ancienne région historique du même nom, avec la sous-région, et avec la région statistique. La région se confond aussi exactement avec le district de Faro.
Il y a plusieurs administrations dans la région comme l'Administração Regional de Saúde do Algarve qui dépend du ministère portugais de la santé, la Direcção Regional de Cultura do Algarve, délégation du ministère de la culture, la Direcção Regional do Algarve do Ministério da Economia, direction régionale du ministère de l'économie ou encore la Direcção Regional do Ambiente e do Ordenamento do Território do Algarve, direction régionale de l'environnement de la région.
La région abrite aussi la Direcção Regional de Educação do Algarve, direction générale de l’Éducation de la région, la Direcção Regional de Agricultura e Pescas do Algarve, direction de l'agriculture et de la pêche et la Direcção Regional de Florestas do Algarve, direction régionale des forêts de la région.
La commission de coordination et du développement local de l'Algarve est une administration liée directement à l’État portugais pour tout ce qui concerne le Ministère de l'agriculture, de la mer, de l'environnement, de l'aménagement du territoire et de l'économie. Elle a pour mission d’exécuter les politiques de l'État, et d'aider au développement économique des communes et de la région.

### Municipalités
| Municipalités de la région | Municipalités de la région | Municipalités de la région | Municipalités de la région | Municipalités de la région                 | Municipalités de la région | Municipalités de la région | Municipalités de la région | Municipalités de la région |
|                            | Municipalité               | Superficie                 | Population                 | Carte numérotée des districts du Portugal. |                            | Municipalité               | Superficie                 | Population                 |
| -------------------------- | -------------------------- | -------------------------- | -------------------------- | ------------------------------------------ | -------------------------- | -------------------------- | -------------------------- | -------------------------- |
|                            | Albufeira                  | 0140,57 km2                | 38 966                     | Carte numérotée des districts du Portugal. |                            | Alcoutim                   | 0576,57 km2                | 03 272                     |
|                            | Aljezur                    | 0323,65 km2                | 05 349                     | Carte numérotée des districts du Portugal. |                            | Castro Marim               | 0299,83 km2                | 06 493                     |
|                            | Faro                       | 0201,59 km2                | 58 698                     | Carte numérotée des districts du Portugal. |                            | Lagoa                      | 088,50 km2                 | 23 835                     |
|                            | Lagos                      | 0212,84 km2                | 29 298                     | Carte numérotée des districts du Portugal. |                            | Loulé                      | 0765,12 km2                | 65 444                     |
|                            | Monchique                  | 396,15 km2                 | 06 441                     | Carte numérotée des districts du Portugal. |                            | Olhão                      | 0130,89 km2                | 44 319                     |
|                            | Portimão                   | 0277,2 km2                 | 50 454                     | Carte numérotée des districts du Portugal. |                            | São Brás de Alportel       | 0150,05 km2                | 11 205                     |
|                            | Silves                     | 0680,02 km2                | 36 165                     | Carte numérotée des districts du Portugal. |                            | Tavira                     | 0606,98 km2                | 25 394                     |
|                            | Vila do Bispo              | 0178,99 km2                | 05 381                     | Carte numérotée des districts du Portugal. |                            | Vila Real de Santo António | 0312,1 km2                 | 18 158                     |

Parmi les 16 municipalités, celle de Loulé est la plus grande de la région, avec une superficie de 765,12 km2 ; cette municipalité et celle de Silves bordent la région de l'Alentejo et l'océan Atlantique. La municipalité de Olhão est la plus petite de la région, avec une superficie de 130,89 km2.
Seules trois municipalités n'ont pas d'accès à la mer, Monchique, São Brás de Alportel et Alcoutim. La municipalité de Vila do Bispo possède le point le plus au sud-ouest de l'Europe, le Cap Saint-Vincent dans la freguesia de Sagres. Les trois plus grandes villes, en nombre d'habitants, sont Loulé (65 444 habitants), Faro, la capitale régionale, avec 58 689 habitants et Portimão (50 454 habitants).

### Politique étrangère
Plusieurs consulats et consulats honorifiques sont installés dans la région. Les principaux consulats sont ceux de pays de l'Union européenne représentant 14 pays. Les pays américains sont aussi présents avec 4 consulats pour 3 pays. Le continent africain possède aussi une présence politique avec 3 consulats. Outre l'Union européenne, le continent européen est représenté par deux consulats, la Norvège et la Russie.

#### Consulats de pays européens
- Allemagne
- Autriche
- Belgique
- Danemark
- Espagne
- Finlande
- France
- Malte[59].
- Norvège
- République tchèque
- Pologne
- Roumanie
- Royaume-Uni
- Russie
- Suède
- Pays-Bas

#### Consulats de pays américains
- Brésil (deux consulats)
- Canada
- Mexique

#### Consulats de pays africains
- Cap-Vert
- République démocratique du Congo
- Maroc

## Population et société

### Démographie
En 2007, d'après le recensement de l'INE, la région de l'Algarve possède une population de 426 386 habitants, ce qui représente un peu plus de 4 % de la population portugaise (10 356 117 habitants). Sa densité de population est en 2010 de 87,6 habitants/km².
| 1801   | 1819    | 1822    | 1900    | 1970    | 1975    | 1991    | 1992    | 1993    | 1994    |
| ------ | ------- | ------- | ------- | ------- | ------- | ------- | ------- | ------- | ------- |
| 95 080 | 113 590 | 120 332 | 257 378 | 269 000 | 310 000 | 341 075 | 343 328 | 345 970 | 349 658 |

| 1995    | 1996    | 1997    | 1998    | 1999    | 2000    | 2001    | 2002    | 2003    | 2004    |
| ------- | ------- | ------- | ------- | ------- | ------- | ------- | ------- | ------- | ------- |
| 353 309 | 357 472 | 363 387 | 369 298 | 375 841 | 383 399 | 390 933 | 398 370 | 405 380 | 411 468 |

| 2005    | 2006    | 2007    | 2008    | 2009    | 2010    | 2011    | - | - | - |
| ------- | ------- | ------- | ------- | ------- | ------- | ------- | - | - | - |
| 416 847 | 421 528 | 426 386 | 430 084 | 434 023 | 435 800 | 450 484 | - | - | - |

La population de l'Algarve est depuis plusieurs années en constante augmentation. En 1900, la population de la région est de 257 378 habitants ce qui représente presque 5 % de la population portugaise de l'époque (5 423 132 habitants). Pendant la période de l'Estado Novo et surtout dans les années 1960 et 1970, la région subit une forte émigration de 14 %. Mais à la suite de la révolution des Œillets, en avril 1974, 20 000 rapatriés s'installent dans la région ce qui ramène la population à 310 000 habitants en 1975, soit une hausse de 15 % par rapport à 1970.
Le taux de natalité, en 2007, est de 11,5 % alors que le taux de mortalité s'établit à 11,0 %, d'où un taux d'accroissement naturel de 0,5 %. Le taux de fécondité est de 50 ‰. L'immigration est grandement responsable de l'augmentation de la population ; en effet, la même année, le taux de croissance migratoire est de 1,9 %.
Selon une étude du ministère portugais de la santé, l'Algarve est la région qui connaît la plus forte augmentation démographique, avec une augmentation de 16 %, entre 1991 et 2001. Cette même étude montre qu’environ 17 % de la population algarvienne active est composée de personnes étrangères et que les naissances de mères étrangères sont passées d'une proportion d'environ 5 % en 2000 à 20 % en 2007.
D'après Eurostat, organisme européen de statistiques, la population de la région va augmenter de 30 % jusqu'en 2030, grâce à l'immigration. Une estimation donne une population de 564 000 habitants en 2030, ce qui représente la troisième plus grande augmentation, au niveau de l'Union européenne, après l'Irlande et Murcie, en Espagne.

### Enseignement

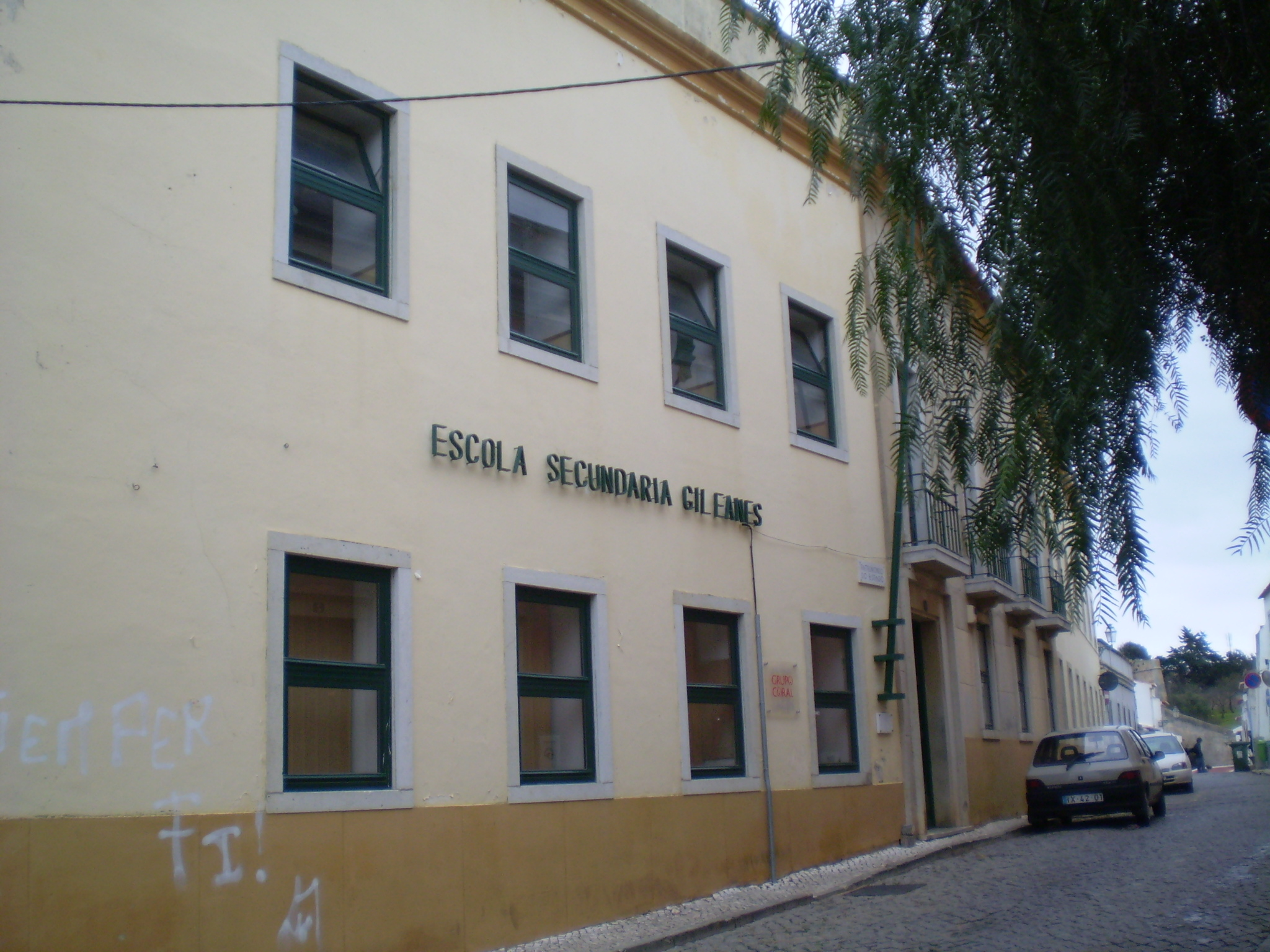
École secondaire à Lagos.

La région possède une université d'État basée à Faro, l'Université de l'Algarve. Fondée en 1976, elle est composée de quatre campus : les Campus de Gambelas, Campus da Penha, Campus da Saúde (Faro) et le Campus de Portimão à Portimão.
L'université accueille près de 10 000 étudiants chaque année, elle emploie aussi près de 400 fonctionnaires. Elle est composée de trois facultés, Sciences et Technologies, Sciences Humaines et Sociales, Économie ; elle comprend aussi trois écoles supérieures couvrant les domaines de l'éducation, la communication, la gestion, l'hôtellerie, le tourisme et la santé. Elle accueille aussi un institut d'Ingénieurs.

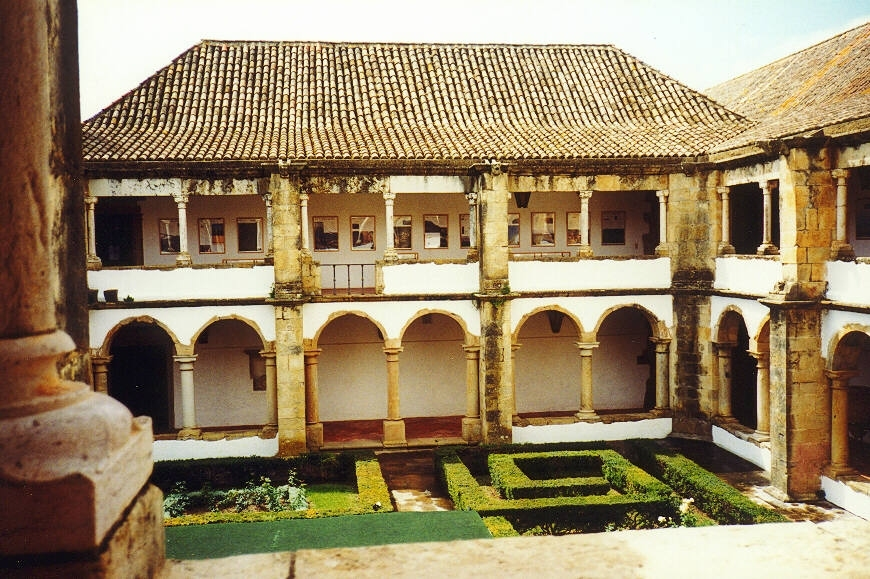
Musée de Faro.

Deux écoles internationales sont situées dans la région. L'une, l’Escola Internacional do Algarve, située dans la ville de Lagoa, a été fondée en 1972. L'autre, l’International School São Lourenço, est située à Almancil et a été fondée en 1979.
La langue portugaise est la langue officielle du Portugal, elle est donc utilisée dans tous les établissements d'enseignement. La langue anglaise possède aussi une grande place dans la région, grâce au tourisme et à la population britannique qui y réside. Elle est enseignée dans tous les collèges, lycées et à l'Université de l'Algarve.

### Sports

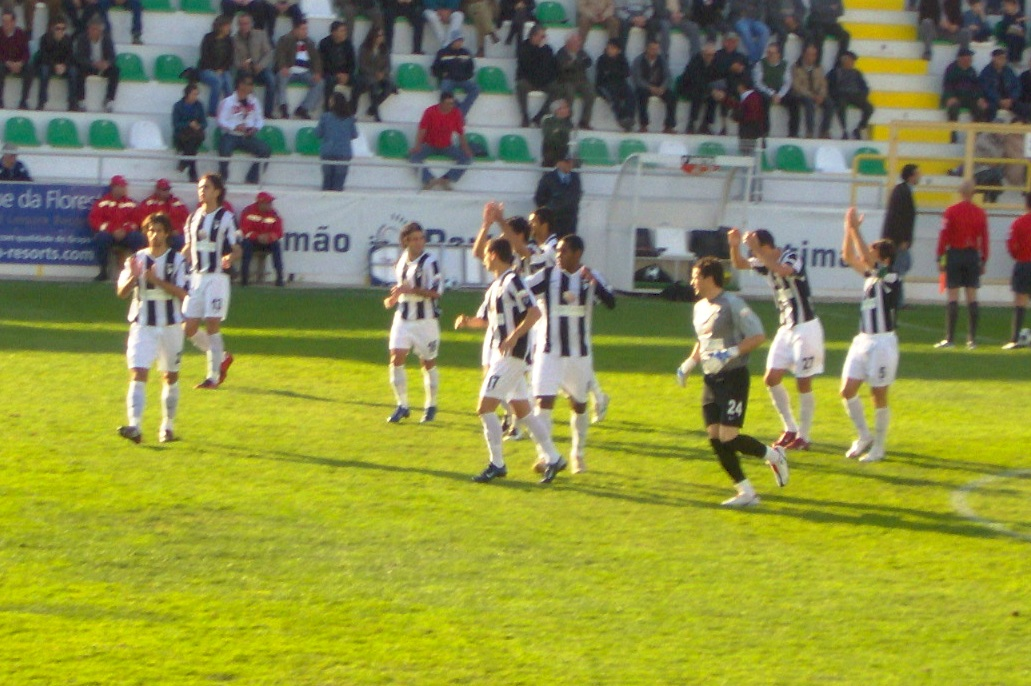
L'équipe du Portimonense, à la fin d'une rencontre, en 2008.

Les équipes de football algarviennes qui possèdent le plus de titres sont le Sporting Clube Farense, le Sporting Clube Olhanense, le Portimonense Sporting Clube et le Louletano Desportos Clube.
Les trois premières équipes citées ont joué en première ligue portugaise. Les faits marquants sont la présence en finale de la Coupe du Portugal du Sporting Clube Olhanense et du Sporting Clube Farense et, au niveau international, la présence du Portimonense Sporting Clube et du Sporting Clube Farense dans la Ligue Europa.
En 2004 est inauguré, dans le Parque das Cidades, entre les villes de Faro et Loulé, le Stade de l'Algarve. Le stade est construit à l'occasion de l'Euro 2004, dont le Portugal est l'organisateur. Il est utilisé par les équipes du Sporting Clube Farense et du Louletano Desportos Clube. La région possède d'autres stades comme le Estádio José Arcanjo et le Estádio do Portimonense.
Le stade est encore utilisé pour les grands évènements comme la Supercoupe portugaise, la Coupe du Portugal, l'Algarve Summer Festival, le Tour de l'Algarve et le Rallye du Portugal.
|  | Équipe                      | Sport      | Création       | Ligue (football)           | Stade                   | Capacité      | Entraîneur       |
|  | --------------------------- | ---------- | -------------- | -------------------------- | ----------------------- | ------------- | ---------------- |
|  | Sporting Clube Olhanense    | omnisports | 27 avril 1912  | Championnat portugais L1   | Estádio José Arcanjo    | 11 622 places | Sergio Conceição |
|  | Sporting Clube Farense      | omnisports | 1er avril 1910 | III Divisão - Série F      | Estádio Algarve         | 30 335 places | Jorge Portela    |
|  | Louletano Desportos Clube   | omnisports | 6 juin 1923    | Championnat Portugais - L3 | Estádio Algarve         | 30 335 places | Paulo Renato     |
|  | Portimonense Sporting Clube | omnisports | 14 août 1914   | Championnat portugais L1   | Estádio do Portimonense | 6 204 places  | Carlos Azenha    |

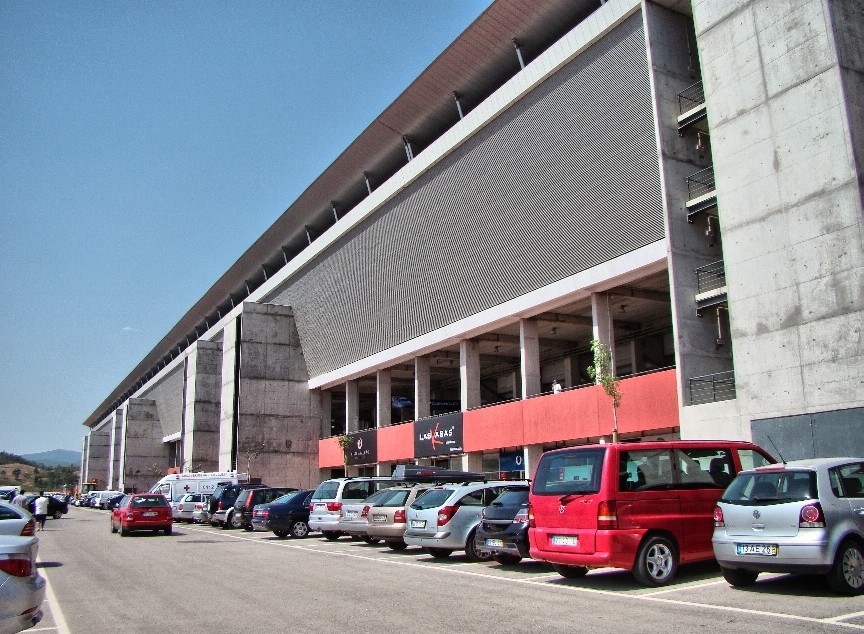
Autódromo Internacional do Algarve

Depuis 1960, le Tour de l'Algarve (Volta ao Algarve), attire de grands cyclistes mondiaux comme Alberto Contador de 2009 jusqu'en 2011 et Lance Armstrong en 2004. L'équipe de cyclisme de Tavira gagne le Tour du Portugal en 2008, 2009 et 2010 avec le cycliste David Blanco. L'équipe de Louletano Desportos Clube gagne le même tour en 1988 avec le cycliste britannique Cayn Theakston. L'algarvien José Martins remporte les tours du Portugal de 1947 et de 1948.
La région possède un complexe sportif consacré aux sports mécaniques, l'Autódromo Internacional do Algarve, situé à Portimão. On y trouve un circuit automobile de 4,692 km ainsi qu'un circuit de karting. La course inaugurale a lieu le 2 novembre 2008 avec une épreuve du championnat du monde de Superbike.
Le circuit est créé dans le but d'accueillir la Formule 1, notamment pour des essais privés. L'une de ses particularités est son revêtement, les nombreuses bosses rendant le pilotage difficile pour les voitures prototypes du type de celles courant les 24 Heures du Mans ou les Formule 1, mais aussi pour les motos.
En 2009 a lieu la première course nocturne de l'histoire du circuit, à l'occasion des 1 000 km de Portimão, une épreuve des European Le Mans Series. Le Championnat FIA GT y fait également escale au mois de septembre de la même année.

### Santé

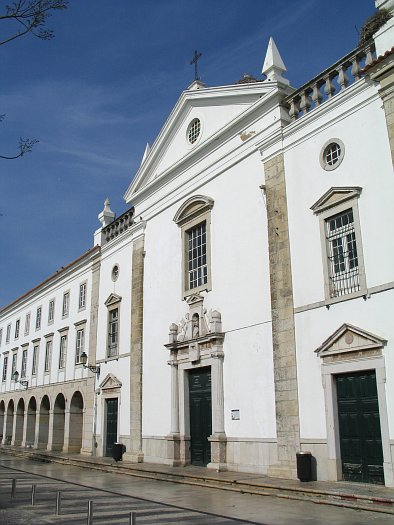
Santa Casa de Faro.

De nombreux hôpitaux sont implantés dans l'Algarve, dont certains sont particulièrement anciens. L’hôpital de Faro était situé dans l’Église de la Miséricorde. Le 4 décembre 1979, il est transféré dans un nouveau bâtiment. L'emplacement actuel de cette unité permet de couvrir une population de 253 000 personnes. La région possède un deuxième hôpital, le Centro Hospitalar do Barlavento Algarvio, situé à Portimão.
En 2009, la région comporte 16 centres de santé, soit un dans chaque municipalité ainsi que 68 « extensions de santé » et des « unités de santé familiale ». Il existe quatre « unités d'urgences basiques » : Lagos, Albufeira, Loulé et Vila Real Santo António.
Les centres de santé sont regroupés en trois entités : ACES Barlavento, ACES Central et l'ACES Sotavento.
La Administração Regional de Saúde do Algarve est un organisme public, dépendant du Ministério da Saúde (Ministère de la Santé), qui a pour objectif d'assurer notamment l'efficacité des prestations de soins à la population et la promotion de la rationalisation des structures. L’Administração Regional de Saúde do Algarve indique, en 2010, que les centres de santé de la région ont accueilli 1 268 879 consultations, soit 8,7 % de consultations en plus par rapport à 2009.

### Religion

#### Catholicisme

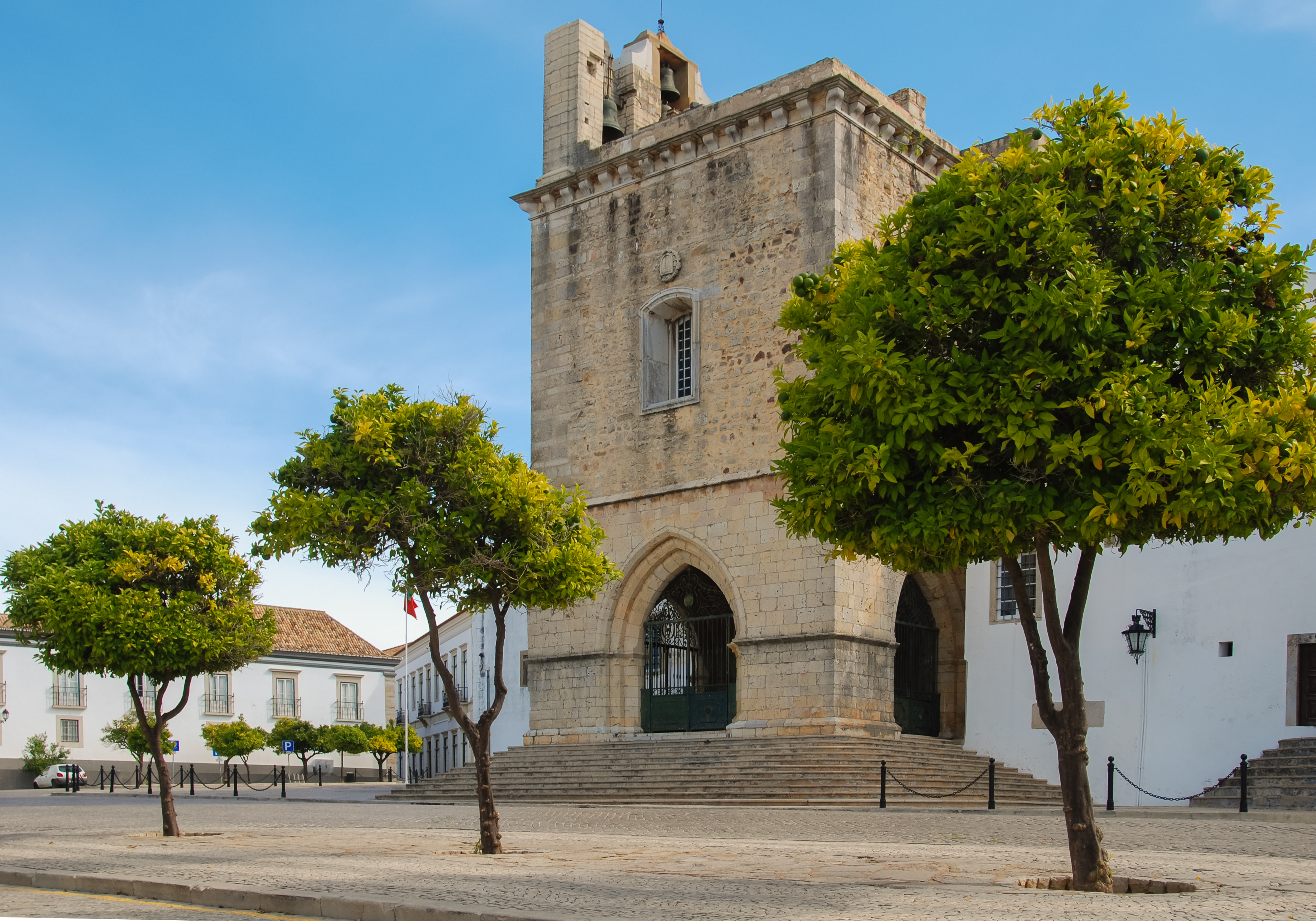
Cathédrale de Faro.

Le premier siège du diocèse de l'Algarve est la cité romaine de Ossónoba, devenue Faro aujourd'hui. En 304, l'évêque Vincente est le premier prélat inscrit sur le registre historique ; il assiste au concile d'Elvire, le 15 mai 304. Pendant les dominations wisigothe et musulmane, les évêques continuent à entretenir le diocèse. En 1189, à la suite de la conquête de Silves par Sanche Ier de Portugal, le diocèse de Ossonoba est recréé, toutefois il est immédiatement détruit en 1191, devant l'avancée des forces Almohades.
Pendant la période d'occupation musulmane, la religion chrétienne souffre parfois de moments de restrictions de liberté mais il y a aussi des moments de tolérance. La restauration définitive du diocèse est réalisée à l'instigation du roi Alphonse X de Castille en 1251. Le diocèse est recréé dans la dépendance de la cathédrale Notre-Dame du Siège de Séville, et c'est plus tard qu'il intègre celui de Braga. En 1394, la métropole ecclésiastique, Silves, dépend du patriarcat de Lisbonne, et non plus de l'archidiocèse de Braga.
Les évêques de l'Algarve restent à Silves jusqu'au XVIe siècle. La localisation de la ville à l'intérieur de la région et l'envasement progressif de la rivière contribuent au déclin de la ville. Le prélat algarvien demande au roi et au pape de changer l'emplacement de la cathédrale, pour l’établir plus près de la côte. À travers la bulle pontificale « Sacrossancta Romana Ecclesia » du 20 octobre 1539, le pape Paul III autorise le transfert. Le roi Jean III de Portugal, procède à l'élévation de la ville littorale de Faro, qui connaît à cette époque une forte croissance économique et démographique, au statut de Cité.
En 1540, l'Algarve devient un diocèse dépendant de l'archidiocèse d'Évora, situation qui perdure de nos jours.
Cependant, le retour de l’évêque dans la cathédrale de Faro ne s'effectue que le 30 mars 1577, lorsque le prélat humaniste et théologien, Jérôme Osorio, est ordonné.
Principales églises catholiques en Algarve
- Cathédrale de Silves (Silves)
- Église de São Bartolomeu de Messines (Silves)
- Église de Estômbar (Lagoa)
- Église Notre-Dame de Luz (Lagos)
- Église de la Misericórdia de Tavira (Tavira)
- Église de Santa Maria do Castelo (Tavira)
- Église Saint-Sébastien (Lagos)
- Église de Santa Bárbara de Nexe (Faro)
- Église de Carmo (Faro)
- Convento de Santo António dos Capuchos (Faro)
- Convento de Nossa Senhora da Assumpção (Faro)
- Cathédrale de Faro (Faro)
- Église de Ordem Terceira do Carmo (Tavira)

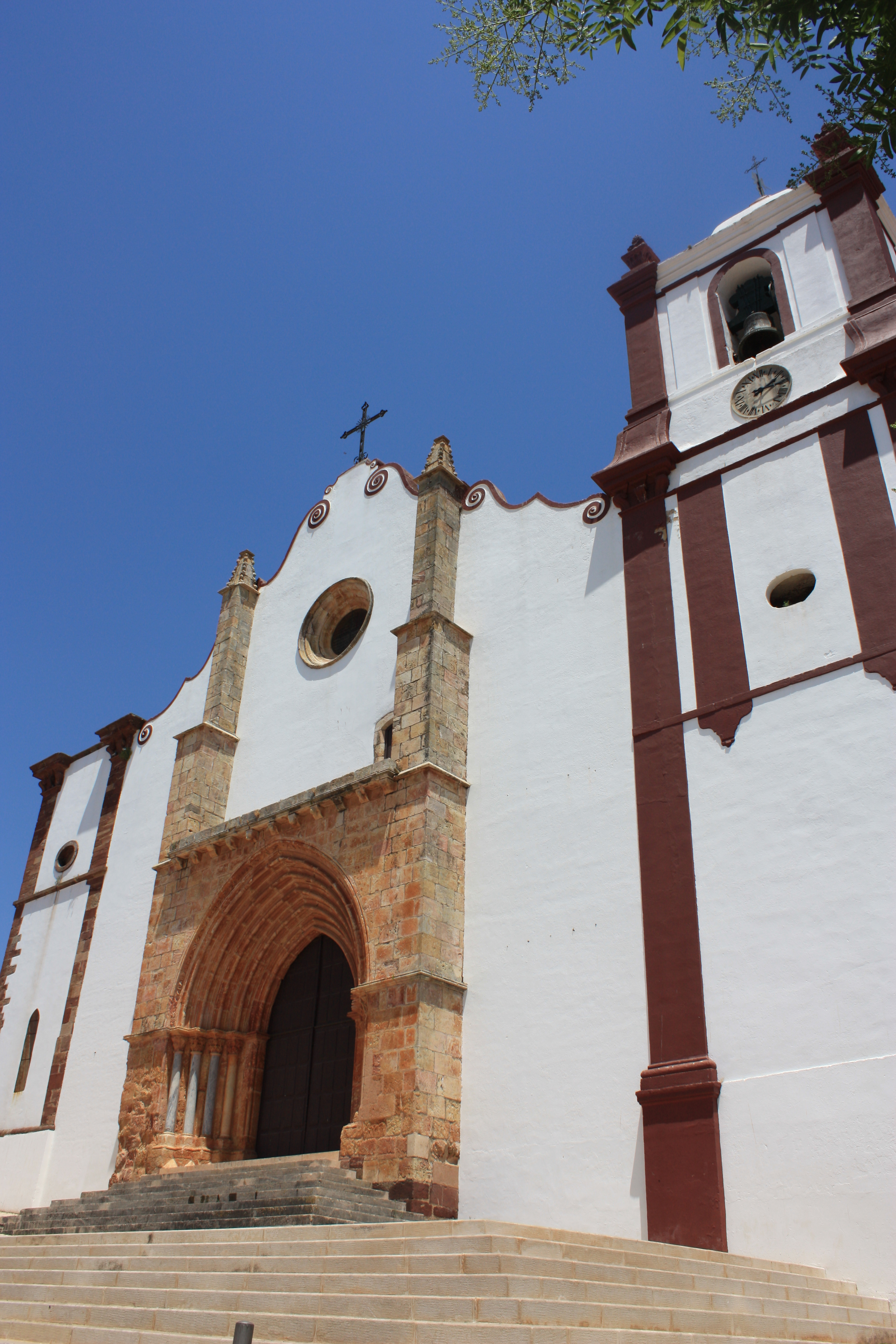
Cathédrale de Silves
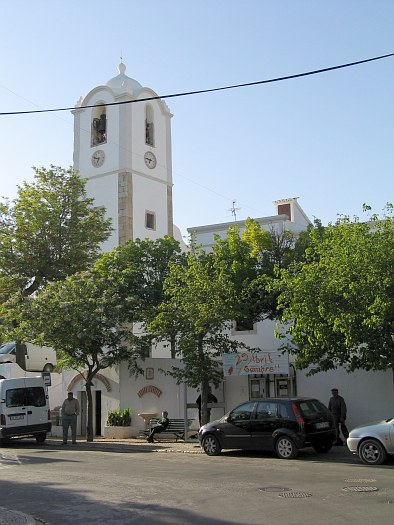
Église de Santa Bárbara de Nexe
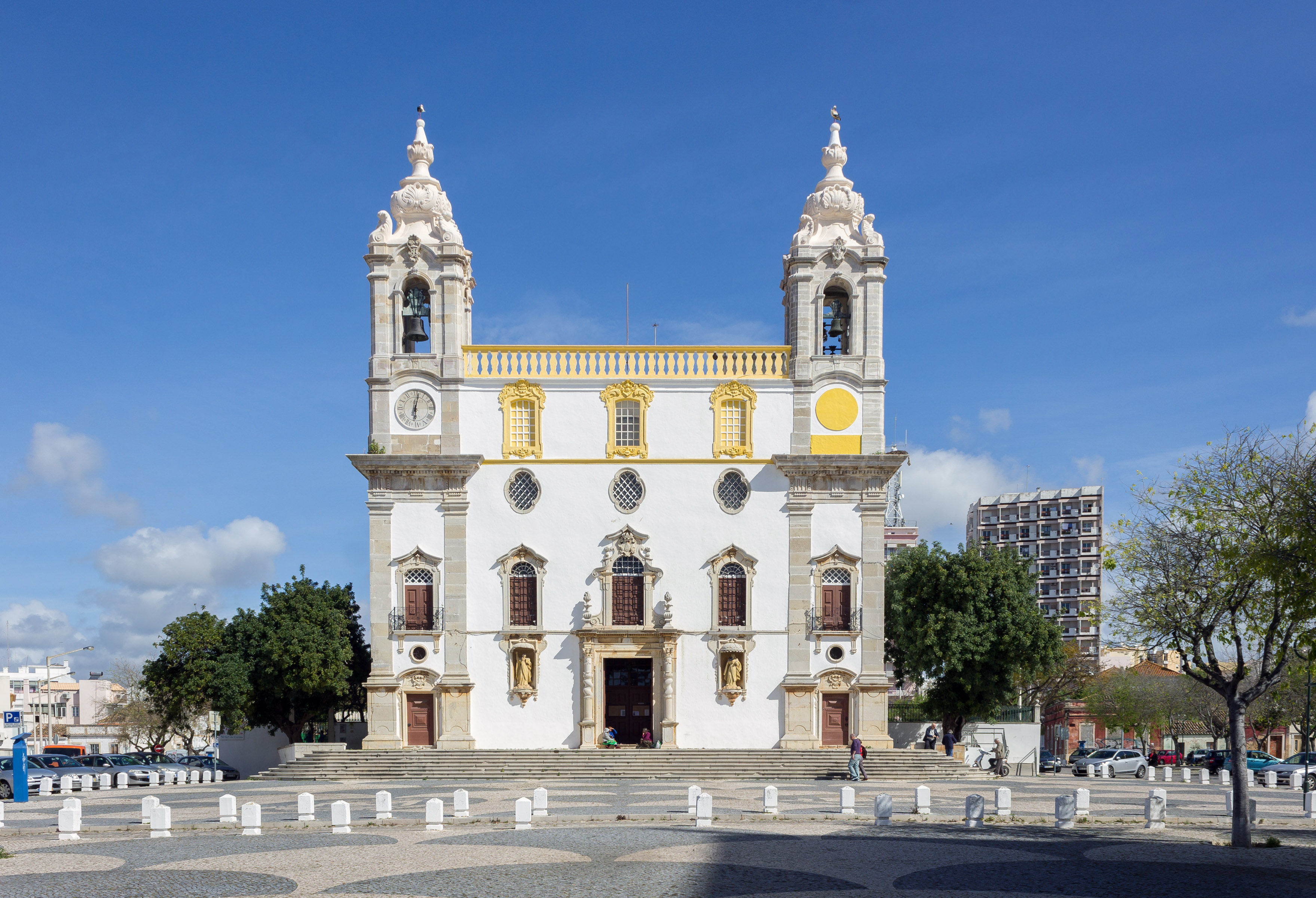
Église de Carmo
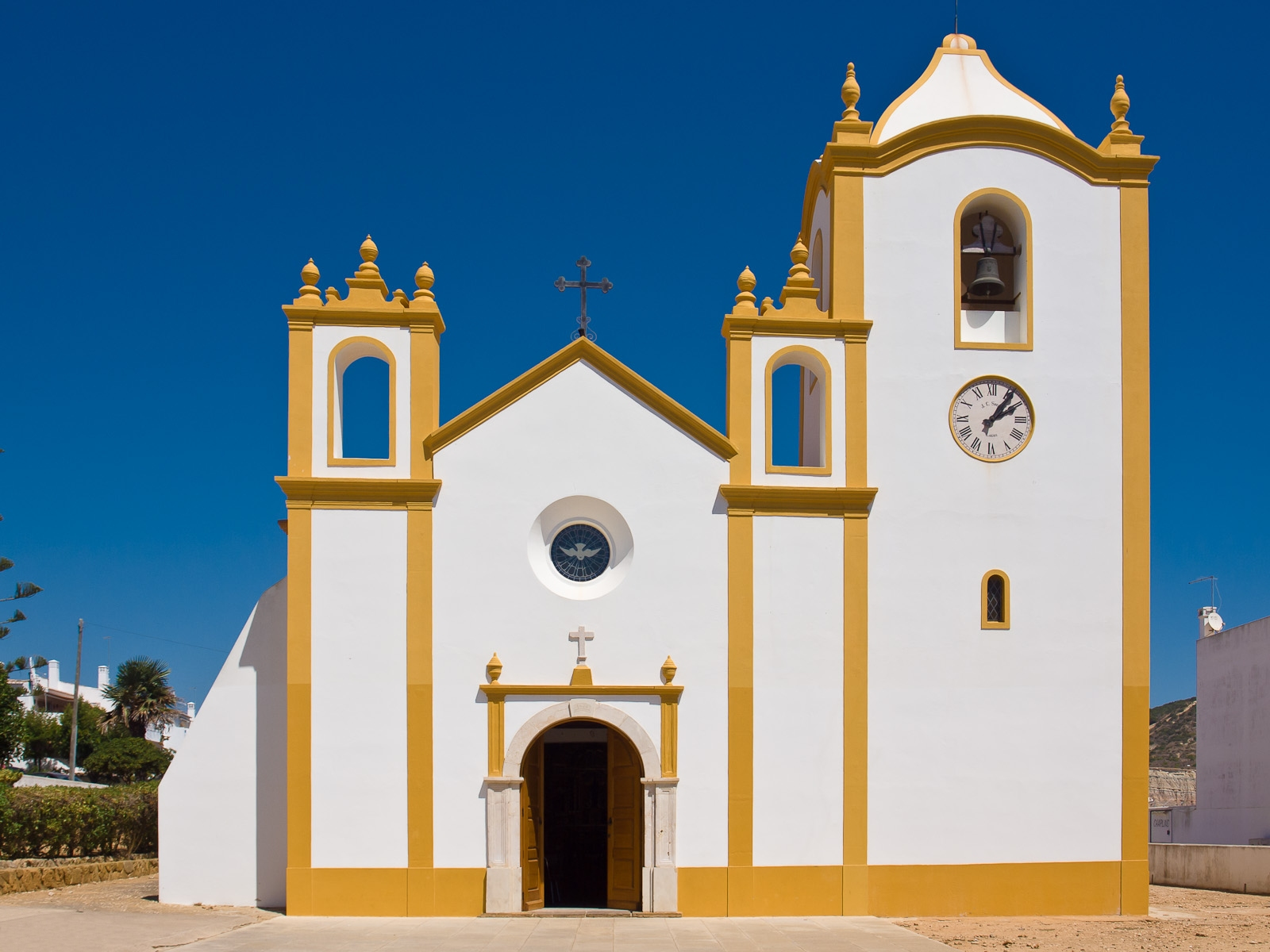
Église Notre-Dame de Luz
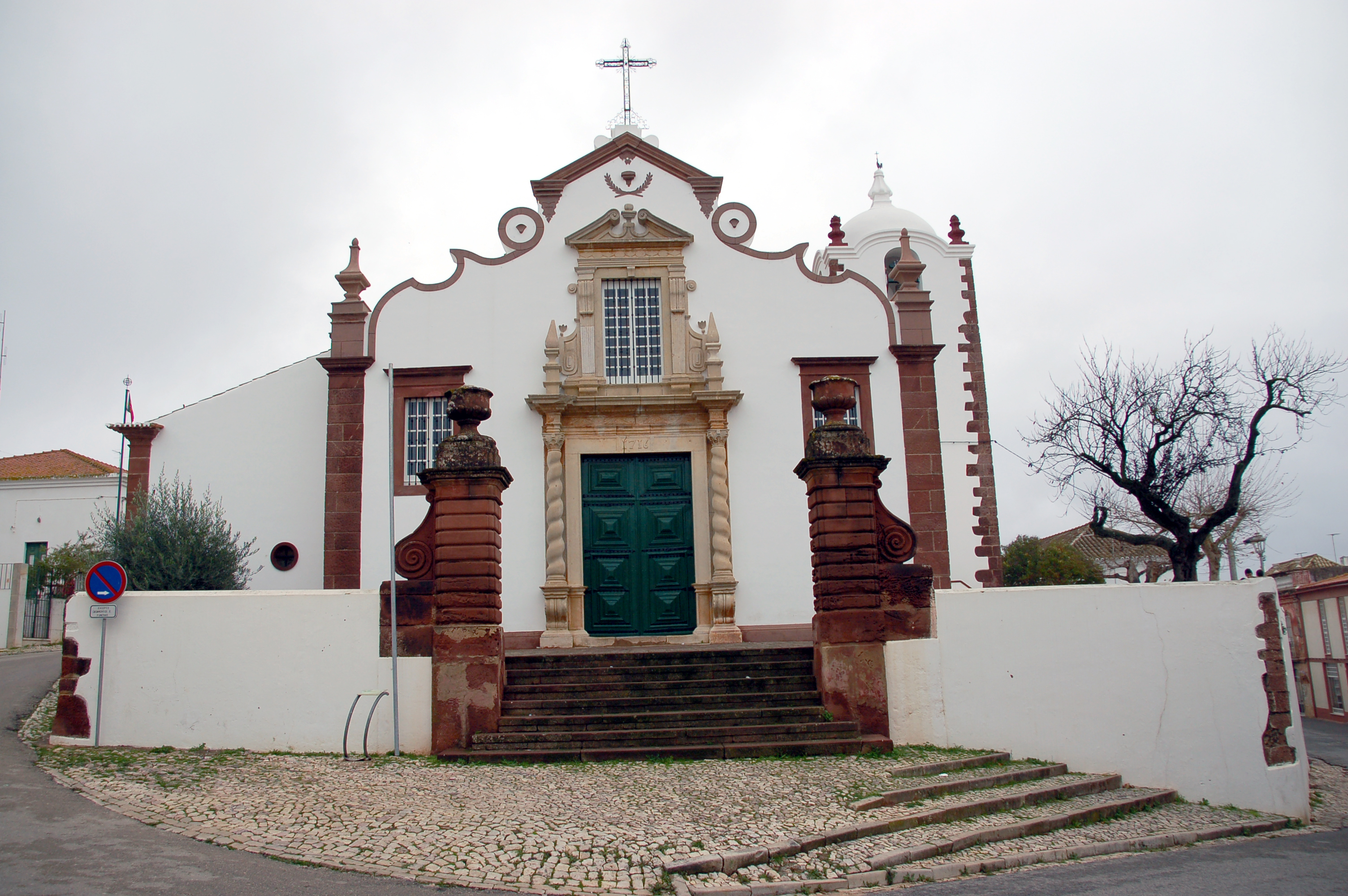
Église de São Bartolomeu de Messines
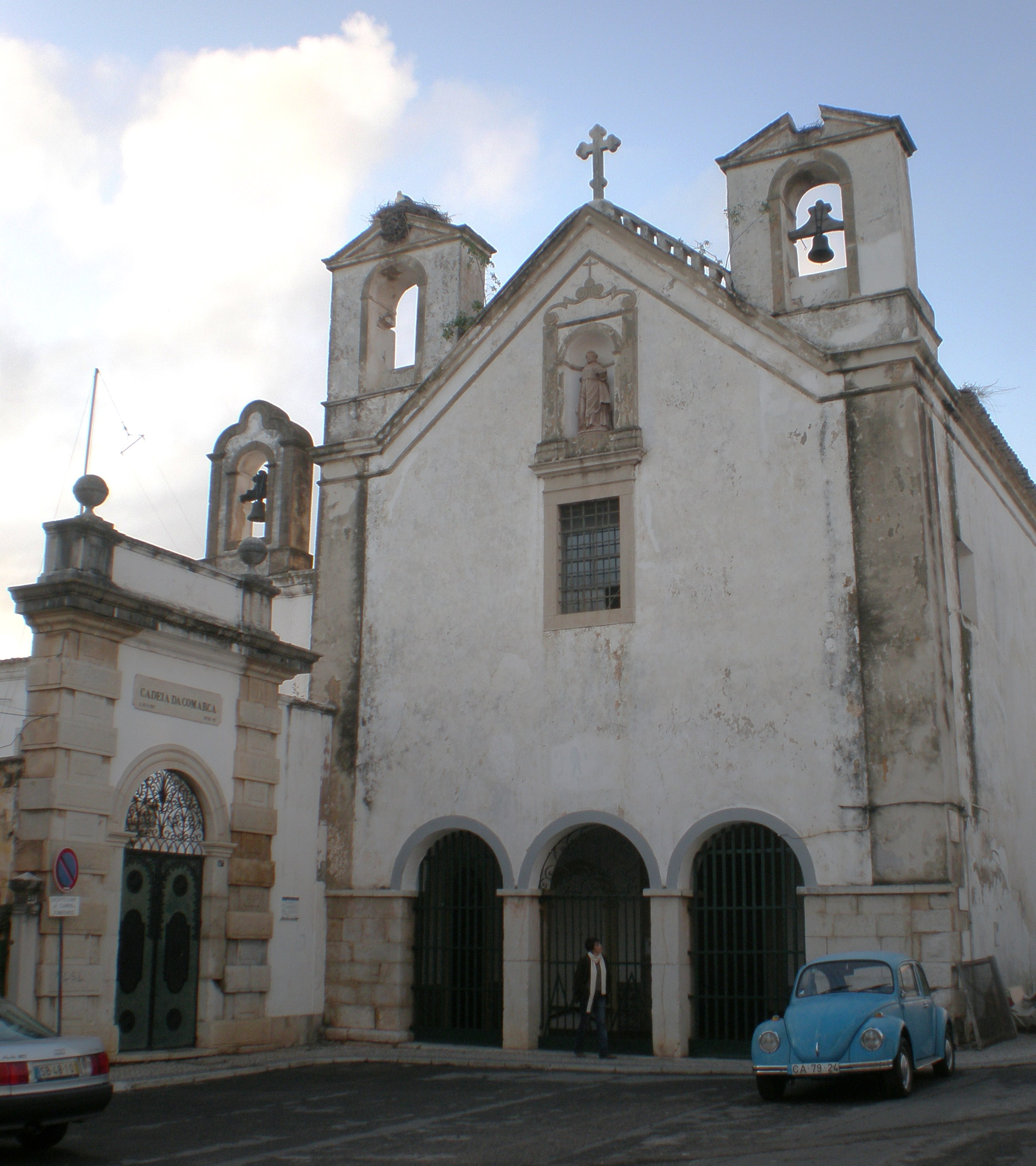
Convento de Santo António dos Capuchos

#### Judaïsme

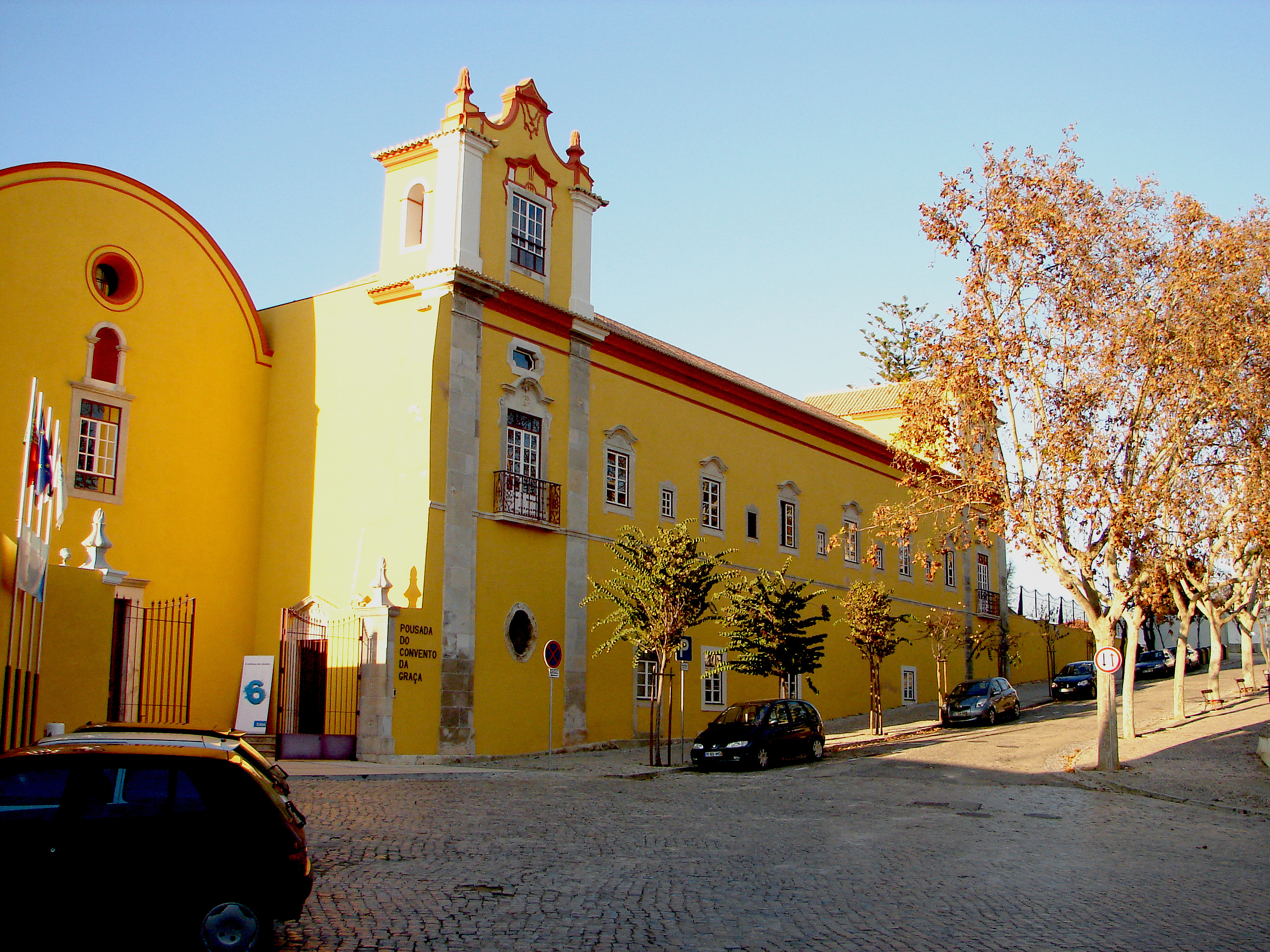
Pousada da Enatur, ancien couvent da Graça. Avant d'être un couvent ce lieu fut l’église de Nossa Senhora da Graça à partir de 1542. Initialement, ce lieu était une synagogue.

Pendant l'époque médiévale la capitale, Faro, possède un quartier juif reconnu pour être le berceau de la presse au Portugal car, en 1487, Samuel Gacon y imprime et publie le Pentateuque en hébreu,.
Le roi Manuel Ier de Portugal est favorable à la présence des juifs, mais il doit rapidement infléchir sa politique pour plaire aux Rois catholiques et appliquer une des clauses de son contrat de mariage avec Isabelle d'Aragon, devenue l'héritière du trône d’Espagne après la mort de son frère Jean. Selon cette clause, tous les habitants du Portugal doivent obligatoirement être chrétiens.
Un décret d'expulsion est promulgué le 5 décembre 1496. Ne souhaitant aucunement le départ des juifs, le roi les contraint à la conversion. En compensation, ces nouveaux chrétiens reçoivent la garantie, limitée dans le temps, qu'aucune enquête ne sera menée au sujet de leur vie privée. Durant tout le règne de Manuel Ier, ceux qui le souhaitent peuvent ainsi continuer à pratiquer leur ancien culte clandestinement sans risque d'être inquiétés par les autorités. Néanmoins, en 1542, la synagogue de Tavira est détruite partiellement et remplacée par l’église Notre-Dame-de-la-Grâce.
Ce décret de 1496 fait cependant fuir les juifs et ce n'est qu'au XIXe siècle qu'on constate leur retour dans la zone de Faro, ce qui contribue à la croissance du commerce local.

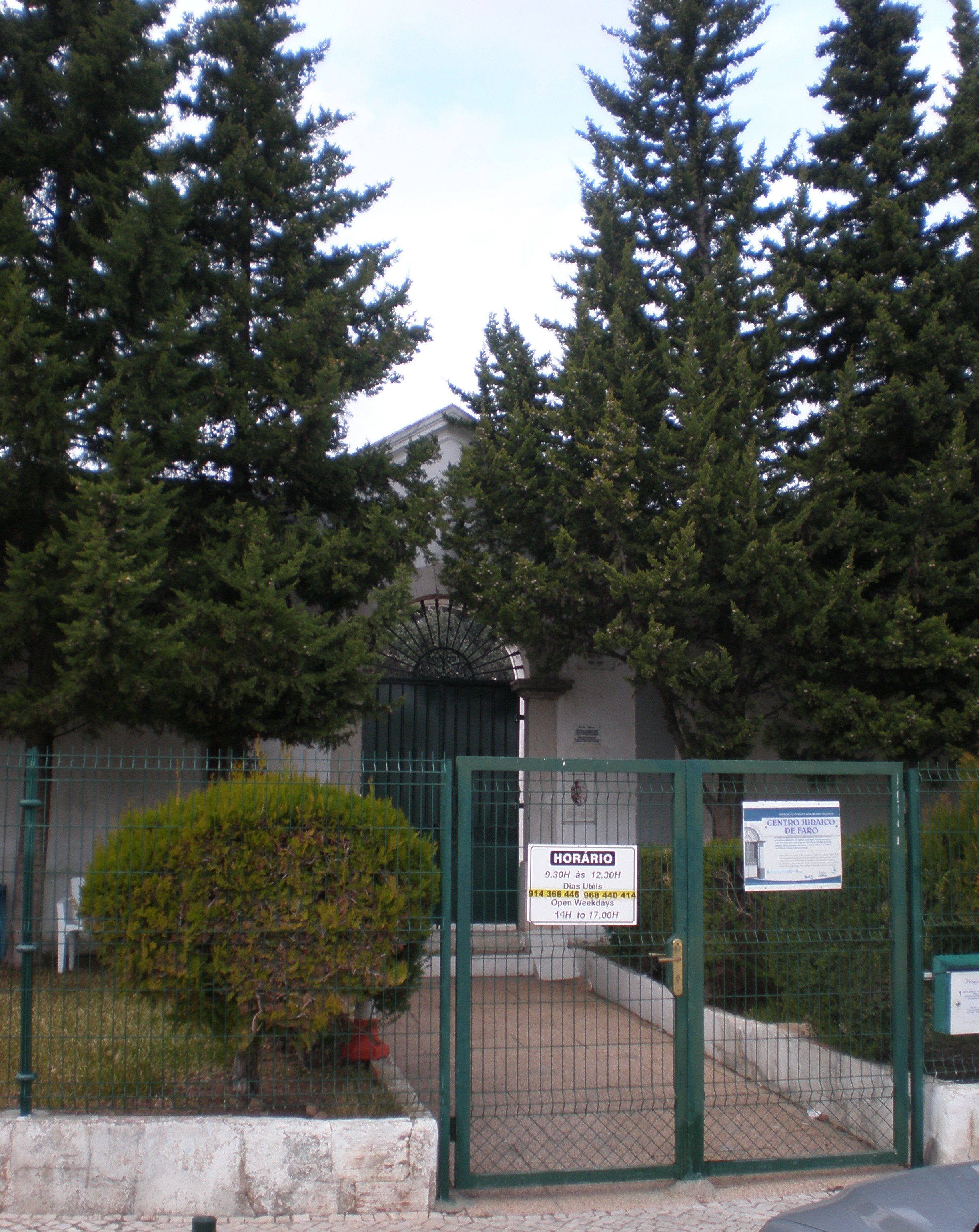
Entrée du cimetière.

Au XIXe siècle, les juifs qui arrivent viennent du Maroc, de Gibraltar et d'Espagne. Ils s'installent dans la région, mais une partie la quitte à cause de la crise dans le pays. Ils se concentrent dans la ville de Faro, qui compte à cette époque à peu près une soixantaine de familles juives. Vers 1830, deux synagogues ainsi qu'un cimetière israélite sont construits à Faro.
Le terrain du cimetière est acheté en 1851 par Joseph Sicsu, Moises Sequerra et Samuel Amram, le cimetière est muré en 1887 comme il est gravé sur la porte d'entrée. Au début du XXe siècle, une partie de la communauté quitte l'Algarve pour s'installer à Lisbonne. La religion juive s’éteint cependant avec le temps et les décès dans la communauté. Le cimetière est abandonné en 1932 après une dernière inhumation et il ne reste que des vestiges des deux synagogues.
Le Centre Historique Judaïque de Faro est distingué le 12 septembre 1978, à la suite du classement du site en Imóvel de interesse público. Le cimetière est complètement rénové en 1992 avec de la calçada à portuguesa et est ré-inauguré le 16 mai 1993 en présence du Président de la République portugaise de l'époque, Mário Soares. Le 3 juin 2007, un musée ouvre ses portes, le musée synagogue Isaac Bitton. Le cimetière possède un petit musée concernant sa propre histoire ainsi que celle de la synagogue, ainsi qu'une petite maison, la casa de Tahara, qui était à l'origine une sorte de petite morgue et qui est maintenant une pièce avec des livres, des documents, des photographies et d'autres informations liées à l'histoire du Centre Historique Judaïque de Faro. La religion juive n'est plus vivante dans la région, et, mis à part le cimetière synagogue, plus aucun lieu de culte juif ne subsiste dans la région.

#### Islam

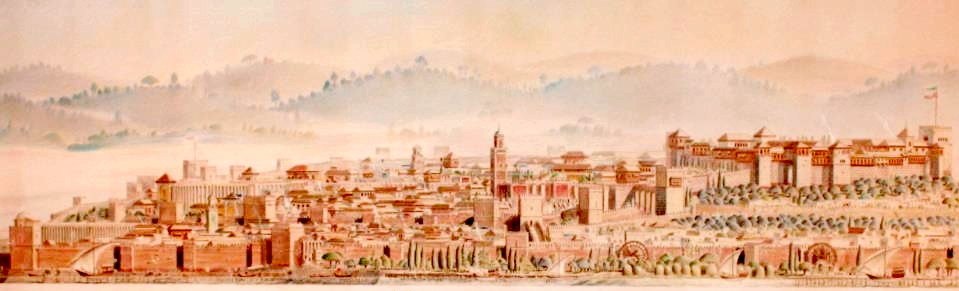
Xelb, aujourd'hui nommée Silves, représentation de la ville en 1230, avec sa mosquée au centre, ses murailles et son château.

L'arrivée de la religion musulmane dans la région est consécutive à l'invasion des Maures au VIIIe siècle ; à cette époque la population locale est essentiellement chrétienne. Les nouveaux conquérants, qui ne comptent pas plus de quelques milliers de personnes, s'installent dans la région de l'Algarve et plus particulièrement au sud du Tage.

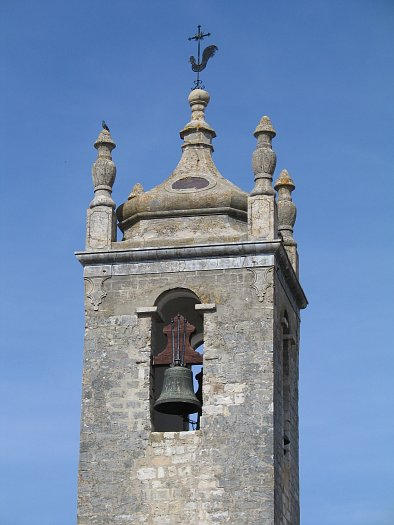
L'ancien minaret de la mosquée de Loulé, devenue le clocher de l’Église.

Les Maures ont apporté leur langue, l'arabe, et leur religion, l'Islam. La conversion de la population locale est lente, ce qui explique peut-être l'absence d'une élite de savants. Pendant les deux premiers siècles de présence de l'Islam dans l'Algarve, le passage à la « nouvelle religion » se fait d'une façon diffuse. Au début du XIe siècle, la religion musulmane est devenue la confession dominante.
La population musulmane du Gharb al-Ândalus est constituée d'Arabes, de Berbères et de Latins convertis à l'islam. Les Arabes sont essentiellement originaires du Yémen et, bien que minoritaires, ils forment une élite. Les Berbères originaires des montagnes d'Afrique du Nord sont, quant à eux, essentiellement des nomades. Les Latins convertis à l'Islam, appelés muwallads, forment le groupe majoritaire.
L’Islam s’éteint pendant la Reconquista, les savants sont expulsés ou quittent la région, le roi Alphonse III de Portugal récupère les terres algarviennes et celles situées à l'est du fleuve Guadiana en 1249 puis il les cède au roi Alphonse X de Castille en 1254.
Les mosquées de l'ancien Gharb al-Ândalus (actuellement l'Algarve et l'Alentejo) sont détruites ou transformées en églises pour le culte catholique romain. L’église de Loulé est construite sur l'emplacement exact d'une ancienne mosquée et le clocher est l'ancien minaret de celle-ci. En 2001, les fondations d'une mosquée sont mises au jour à Aljezur ; elle aurait été construite vers 1130 et abandonnée en 1150.
Aujourd'hui, la religion musulmane est de nouveau présente dans la région. Elle accompagne l'immigration issue des anciennes colonies portugaises, comme la Guinée-Bissau, le Maroc, le Mozambique et l'Inde. La région possède quatre mosquées, à Faro, Albufeira, Armação de Pêra, Portimão ainsi qu'une salle du culte à Quarteira.

### Médias
La région possède les mêmes chaines de télévision que le Portugal continental, soit RTP1, RTP2, SIC et TVI. Mais la région possède aussi des chaînes de télévision sur internet ; elles sont dédiées à tout ce qui concerne la région. Il s'agit de TV Algarve, Canal do Sul ou encore Digital Mais TV.
Pour l'instant aucune de ces chaînes locales sur internet n'a de projet de diffusion sur la TNT. La région possède aussi des journaux dont le Jornal do Algarve, Jornal Região Sul, qui possède une version internet, DiáriOnline Algarve ou encore le Barlavento.
La région possède aussi des journaux en langue anglaise à destination de l'importante population d'origine britannique. L’Algarve Resident est l'un de ces journaux en anglais.

## Culture locale et patrimoine

### Monuments et lieux touristiques

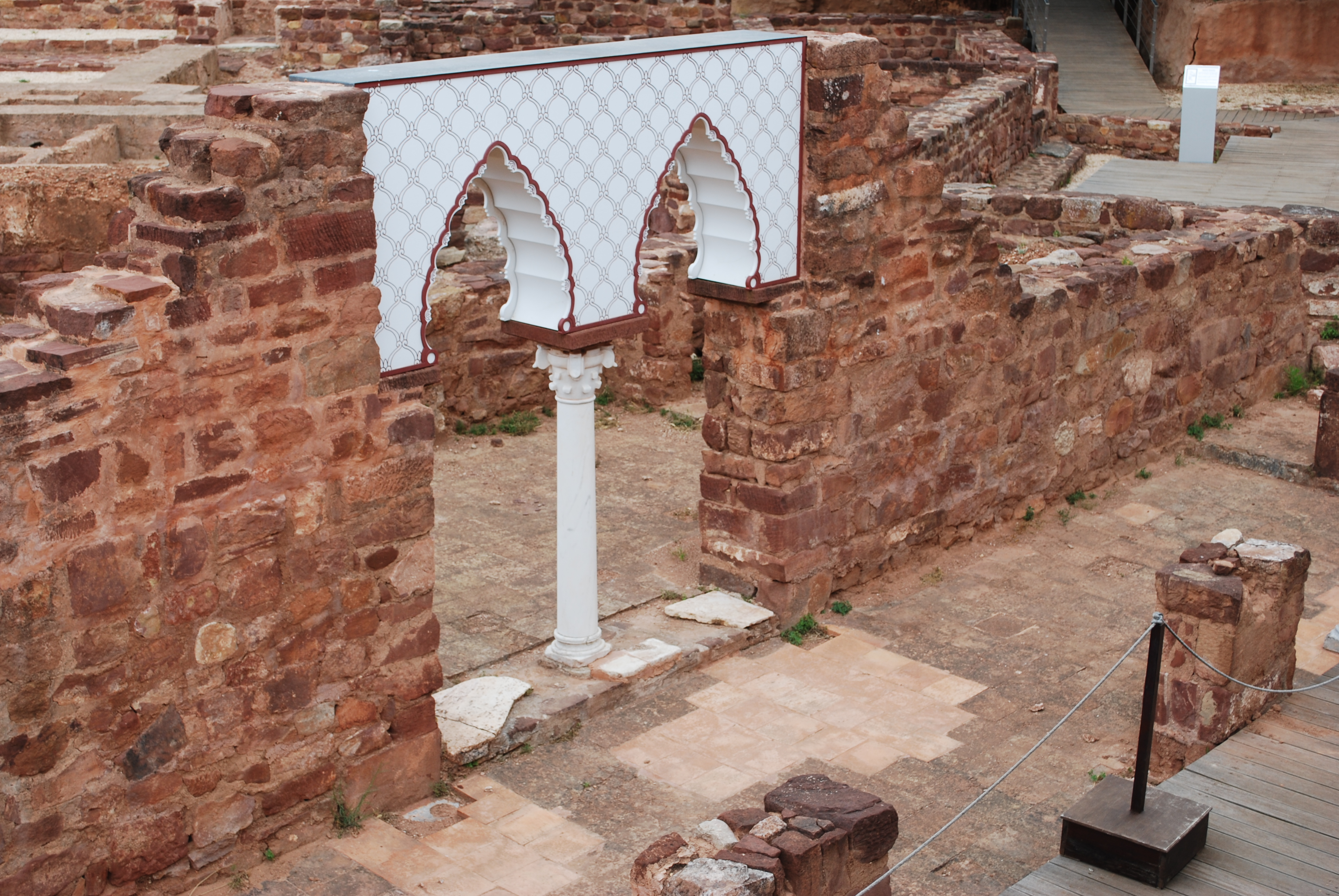
Reconstitution de porte mauresque du château de Silves.

Les monuments les plus célèbres de la région datent d'époques variées, de l'époque romaine à l'époque de la Reconquista, en passant par l'époque mauresque.
On trouve plusieurs sites romains tels que le site des ruines romaines do Milreu ou encore les ruines romaines de Cerro da Vila ; il s’agit d'une ancienne villa romaine, située dans la ville de Vilamoura. Construite entre l'an 27 av. J.-C. et 14 av. J.-C., la villa aurait été habitée par les Romains, les Wisigoths et les Maures.
Un pont, de sept arcs et de 87 mètres de long, situé à Tavira, date aussi de l'époque romaine ; il permet de traverser un petit cours d'eau nommé Gilão. Il fait partie de la voie permettant de relier les villes de Mértola et de Faro. D'autres ponts romains existent dans la région, comme celui de Silves ou de Faro.
La domination musulmane laisse plusieurs traces sur le territoire, principalement sur l’architecture et le patrimoine. Plusieurs châteaux et murailles sont construits par les Maures : les châteaux d'Aljezur, au Xe siècle, conquis par les chrétiens au XIIIe siècle, et de Paderne, construit au XIIe siècle et conquis par les chrétiens en 1280. Le château de Silves est construit au XIe siècle par les berbères almoravides ; c'est la construction de cette époque la mieux conservée de la région. La ville de Lagos possède un château, également de l'époque arabo-berbère, dont les murailles sont construites à cette époque puis agrandies au XVIe siècle. Elles sont stratégiques au XVe siècle et au XVIe siècle.
La Cruz de Portugal est un calvaire construit entre la fin du XVe siècle et le début du XVIe siècle, il est de style gothique et comporte des éléments du style manuélin. Il est situé dans la ville de Silves, offert par le roi Manuel Ier lors de sa visite dans la ville en 1499. Il est situé près du Palais de justice de la ville.
La forteresse de Sagres est construite à la demande de l'Infant Henrique. Elle est située stratégiquement entre le Portugal et l'Afrique du Nord pour des raisons économiques et militaires. Elle est située sur le cap Saint-Vincent, point situé à l'extrême ouest de l'Europe.

#### Principaux châteaux et sites de la région
- Castelo de Alcoutim (Alcoutim)
- Château de Aljezur (Aljezur)
- Castelo de Cacela (Vila Real de Santo António)
- Castelo de Castro Marim (Castro Marim)
- Castelo de Lagos (Lagos)
- Castelo de Loulé (Loulé)
- Château de Silves (Silves)
- Castelo de Paderne (Albufeira)
- Ruines romaines de Cerro da Vila (Loulé)

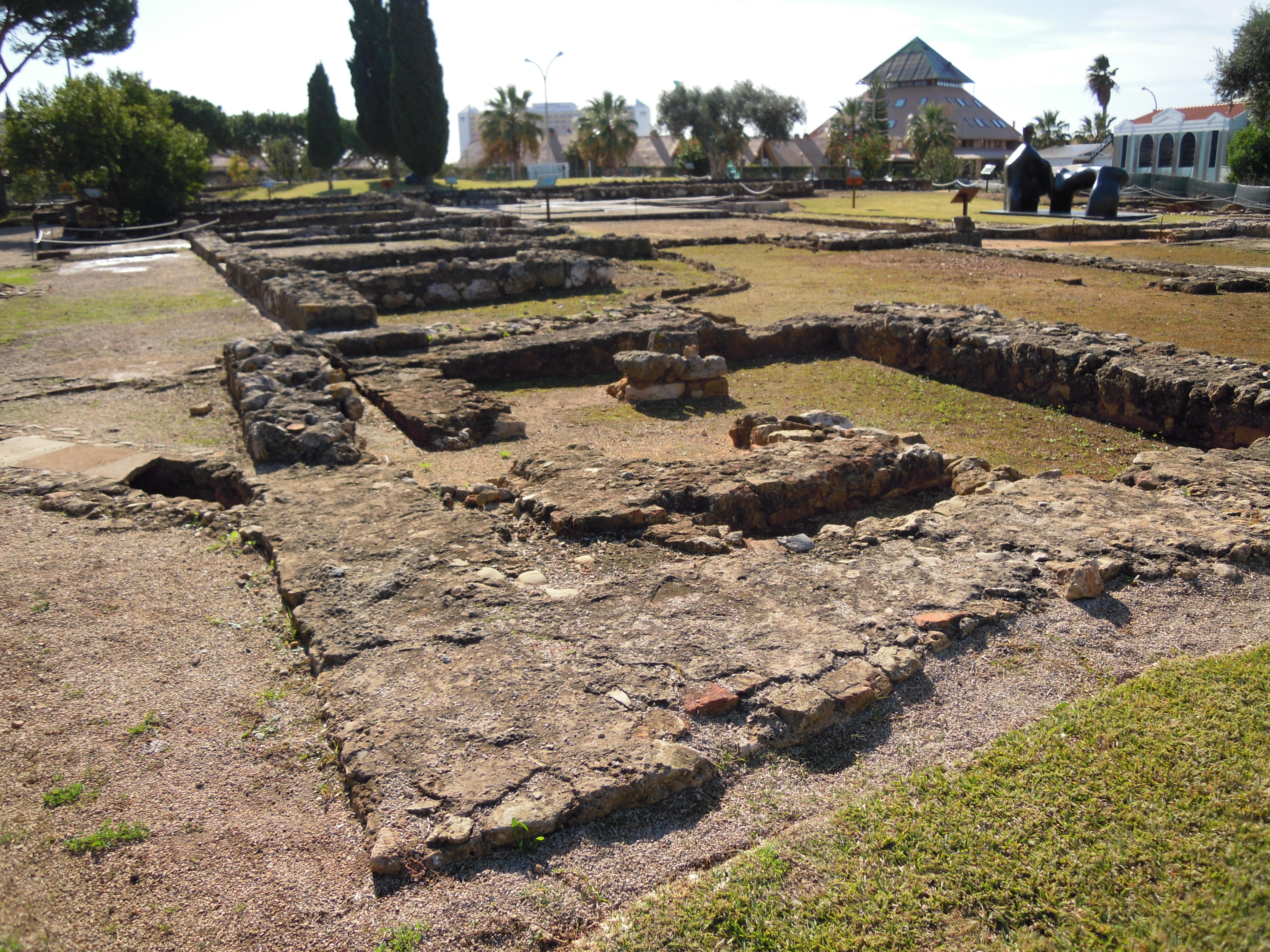
Ruines romaines de Cerro da Vila.
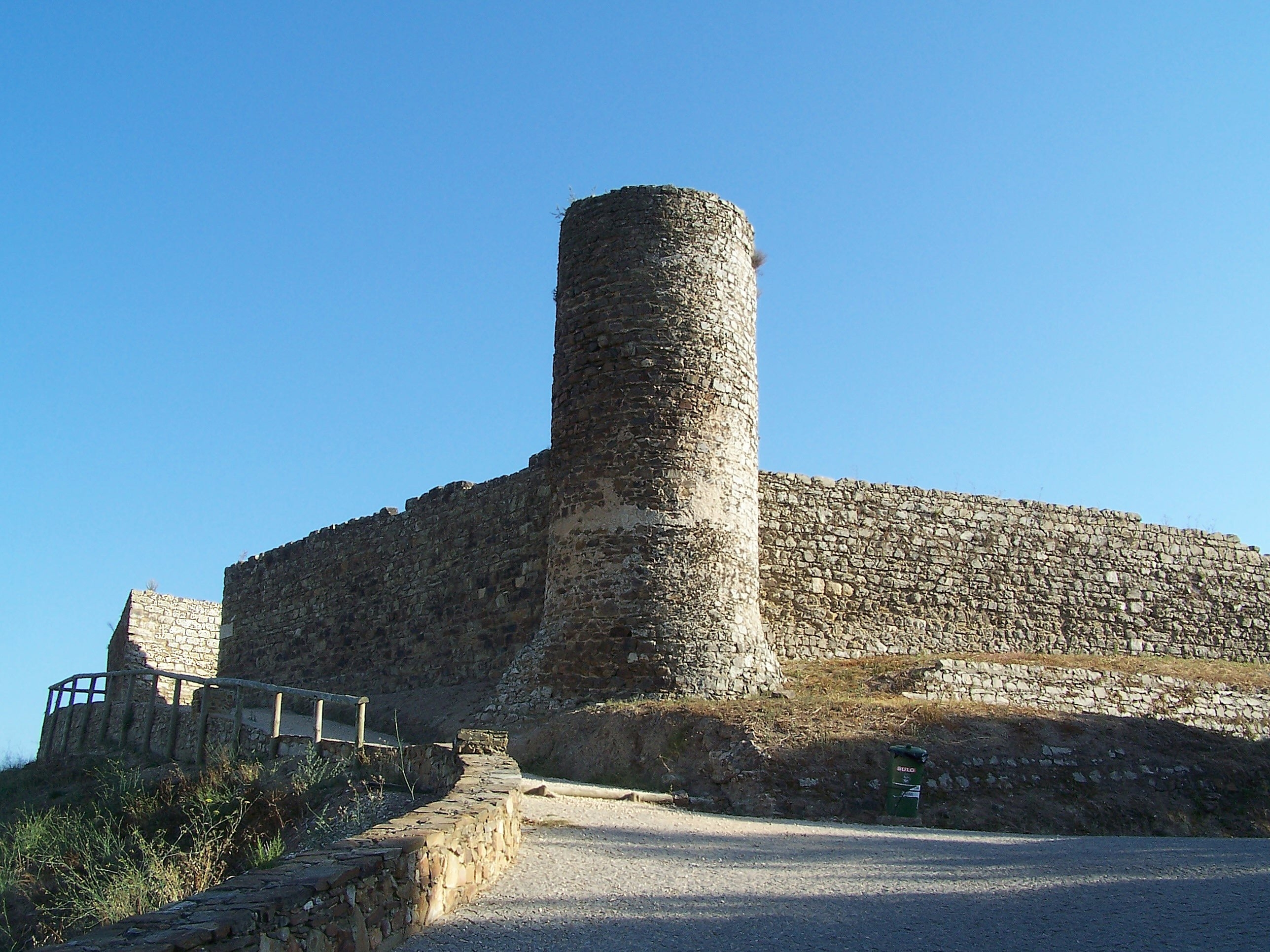
Château de Aljezur.
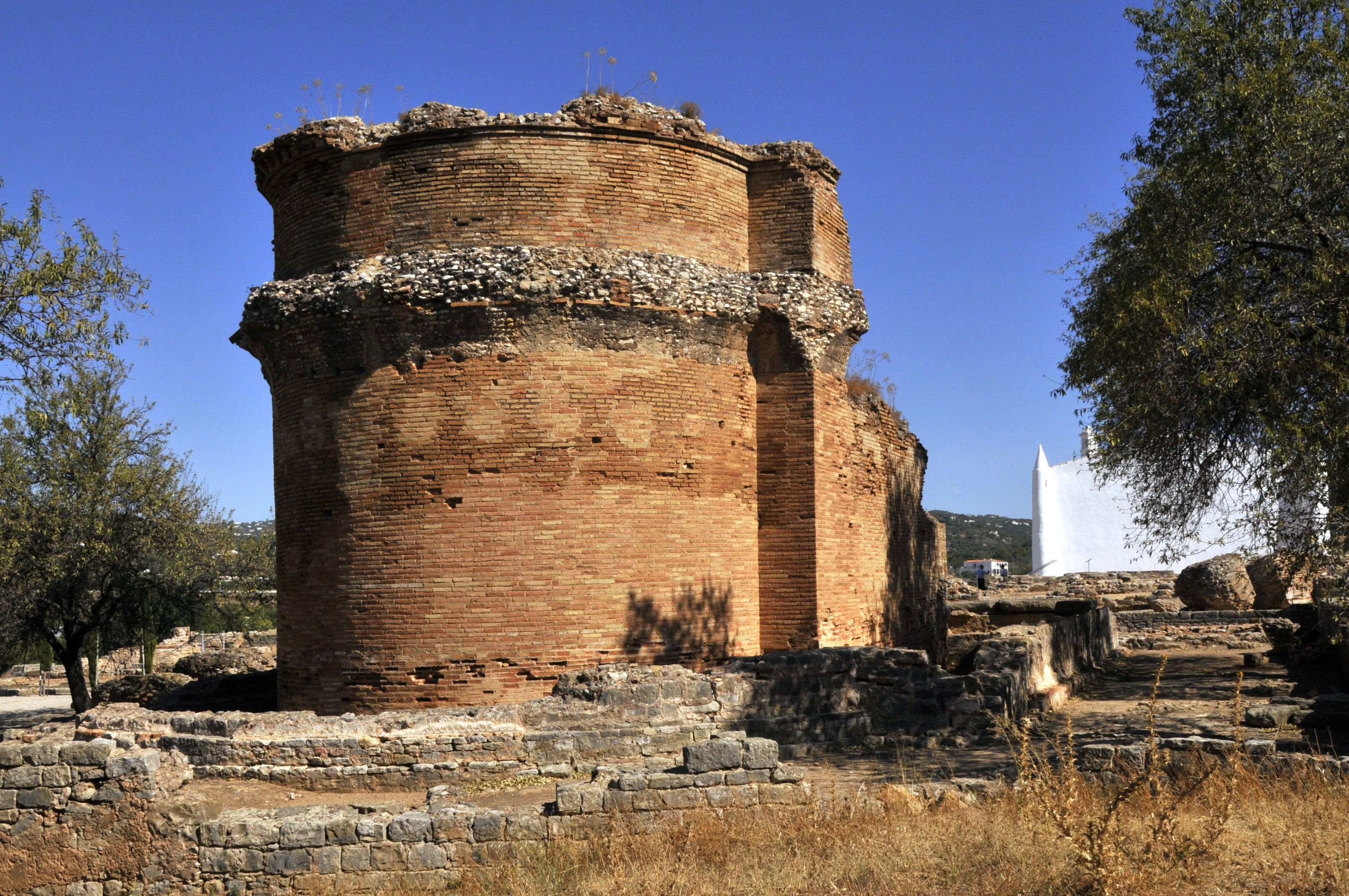
Ruines romaines do Milreu.
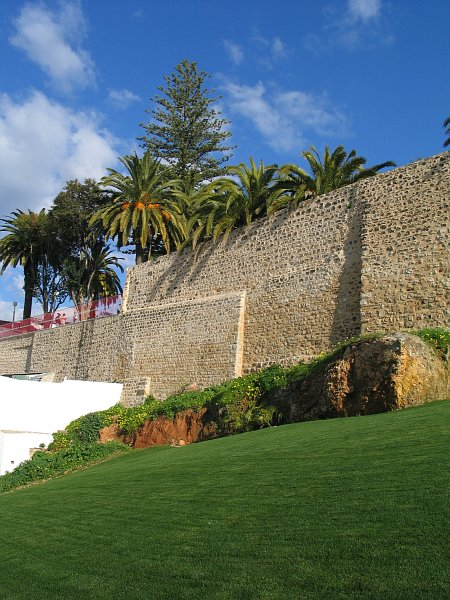
Murailles de Loulé.
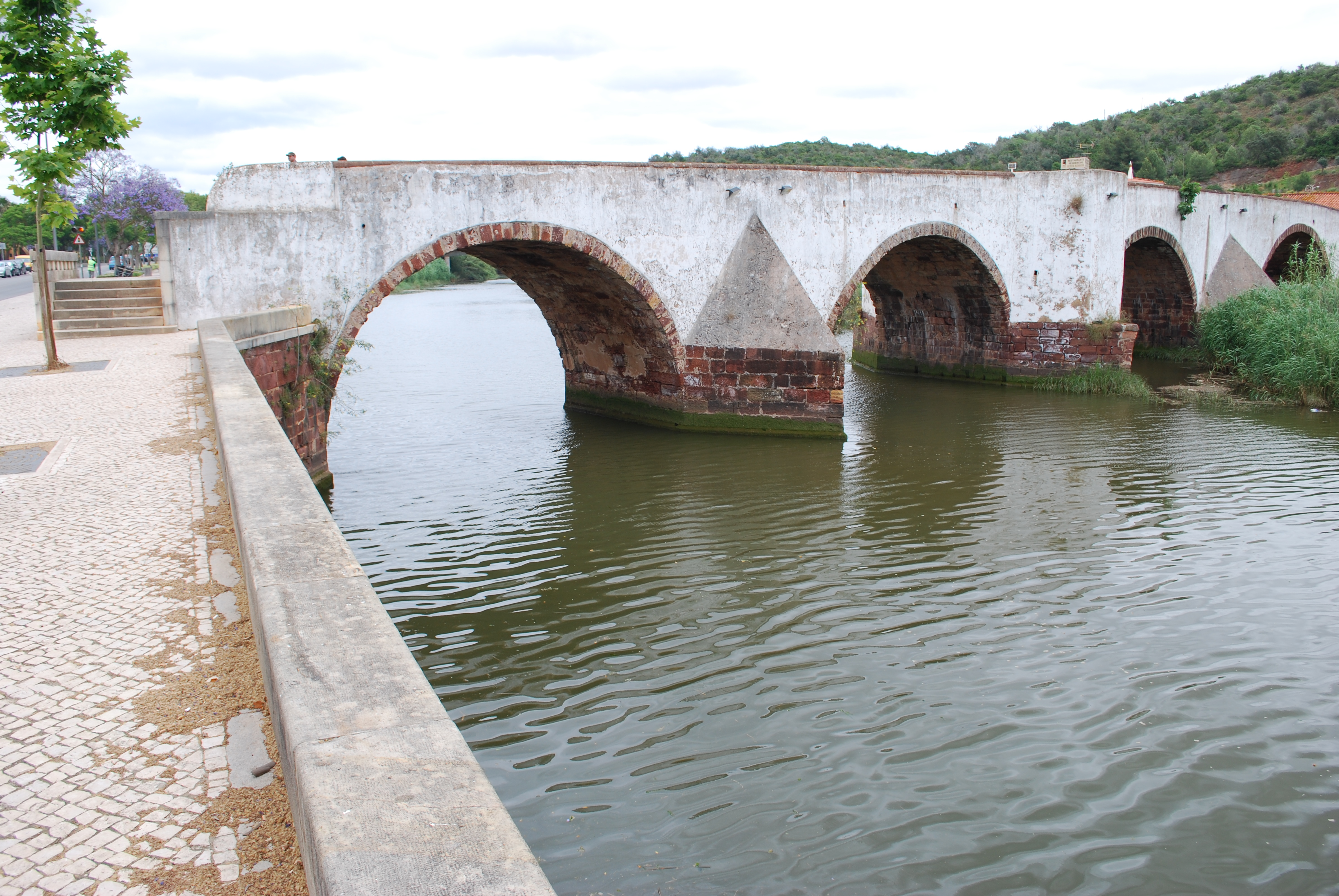
Pont romain de Silves.
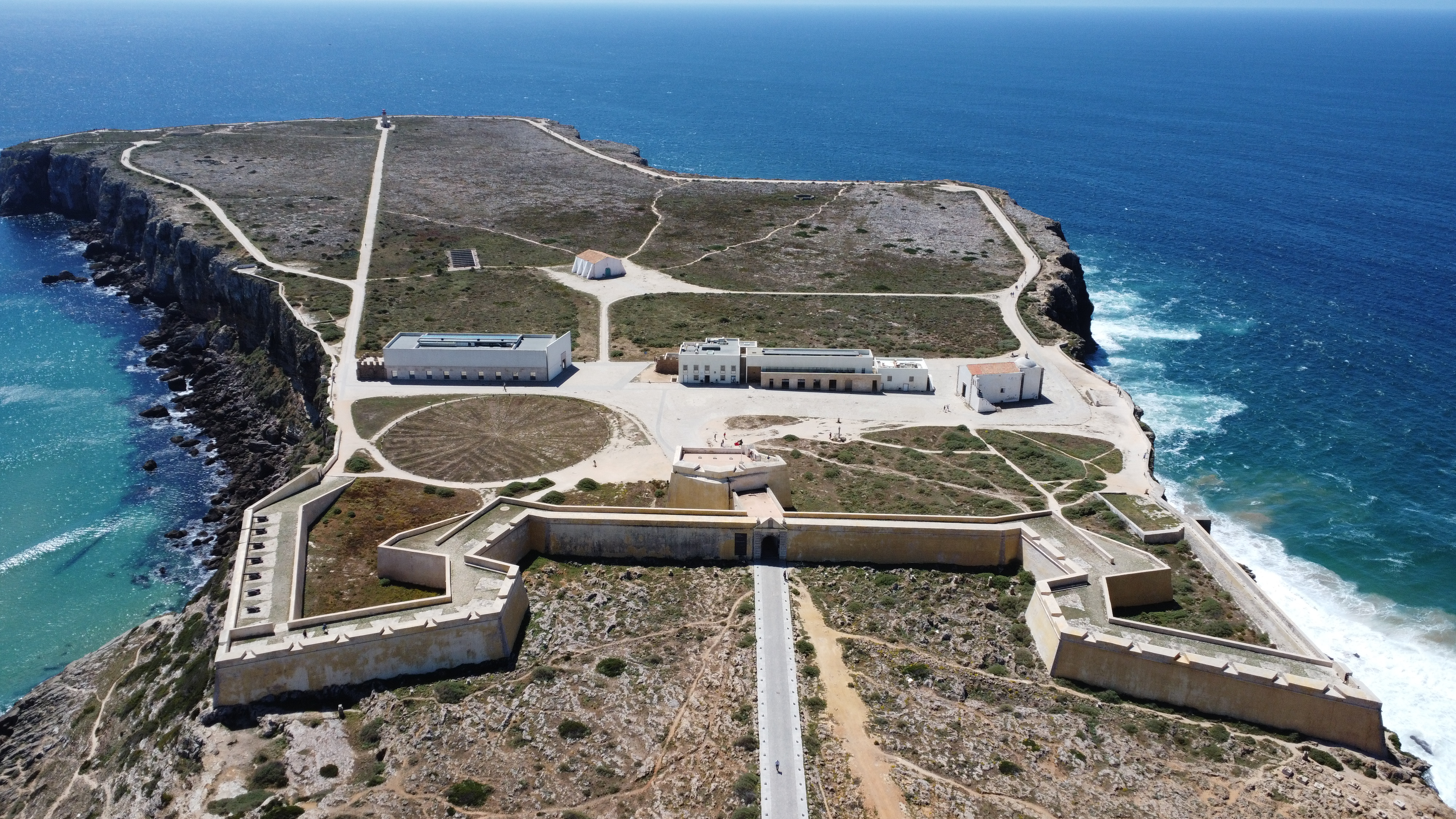
Forteresse de Sagres.

### Musées
La région possède un large réseau de musées et de sites muséologiques importants, en lien avec son passé culturel. La ville de Faro possède un musée synagogue ; elle accueille les musées de la marine, de l'archéologie ainsi qu'un musée ethnographique. Lagos abrite le musée Regional et la ville de Silves les musées de l'archéologie et du liège. La région abrite aussi d'autres musées secondaires concernant l'art, le vin ou les fruits secs.

### Héraldique
Le blason de l'Algarve est le blason historique de la région et n'a donc aucune reconnaissance administrative. Il n'est pas utilisé officiellement puisque l'actuelle région de l'Algarve ne possède ni drapeau, ni blason officiel.
Sur le blason, deux personnages sont représentés à deux reprises : une tête représentant un Maure et une autre un roi. Les têtes des personnages des blasons figurent dans nombre de blasons des villes et municipalités de l'Algarve : Albufeira, Silves, Portimão, Castro Marim, Tavira, etc.
L'actuelle Comissão de Coordenação e Desenvolvimento Regional (commission de coordination et du développement régional), de l'Algarve utilise un logo simple reprenant les quatre premières lettres de la commission (CCDR) et les trois premières lettres de la région (ALG).
| Blason historique du Royaume de l'Algarve | Les armes historiques de l'Algarve se blasonnent ainsi : Écartelé, en I et IV d'or à la tête de maure de sable et tortillée aussi d’argent, en II et III de gueules à la tête d'un roi chrétien couronné en or. |

### Gastronomie
La gastronomie algarvienne reflète plusieurs influences issues son histoire, avec la présence des Romains et des Maures.
De l'Arroz de Lingueirão de Faro, aux sardines grillées de Portimão en passant par le plat sucré Dão Rodrigos de Lagos, il existe une grande variété de plats.
La gastronomie de la région est dominée par les fruits de mer ainsi que par les poissons de toutes espèces. Les fruits, secs et frais, sont très utilisés en pâtisserie et dans les desserts, ou comme fruits de table. Les figues et les amandes font partie des fruits traditionnels utilisés dans la pâtisserie ainsi que dans les liqueurs,.

#### Plats typiques de la région
- Carapaus alimados
- Cataplana algarvia
- Perna de carneiro no tacho
- Carne de porco com amêijoas
- Papas de milho, mais conhecida como Xarém
- Ervilhas com ovos à Algarvia
- Perdiz estufada
- Coelho frito
- Raia Alhada
- Assadura à Monchique
- Gaspacho
- Cozido de grão
- Lulas recheadas à Algarvia
- Polvo no forno com entrecosto
- Bifes de atum de tomatada
- Favas à moda do Algarve
- Canja com conquilhas
- Gaspacho de alho

#### Desserts
- Dom Rodrigos
- Colchão de Noiva
- Queijinhos de Amêndoas
- Gargantas de Freira
- Bolo Tacho
- Empanadilhas
- Filhós
- Massa de Amêndoa
- Estrelas de figo e amêndoa
- Folares
- Torta de Claras
- Morgados